# Великая трансформация
Великая трансформация (англ. The Great Transformation) — историческое и экономическое исследование американского учёного венгерского происхождения Карла Поланьи. Впервые опубликовано в 1944 году.
Исследование посвящено политическим и социальным процессам эпохи становления и развития капитализма. Поланьи утверждает, что рыночную экономику и национальное государство следует рассматривать не по отдельности, а как единое явление — общество рынка, или рыночное общество. Его возникновение разрушило традиционный социальный порядок — на протяжении большей части истории человечества экономическая деятельность не отделялась от социальных отношений, автор подчёркивал грандиозность перемен. Новый институциональный уклад породил контртенденции, которые привели к катаклизмам XX века.
Согласно Поланьи, утопическая идея саморегулирующегося рынка не вытекала из природы человека или социального развития, а возникла в конкретных исторических обстоятельствах начала XIX века, в попытке объяснить социальные бедствия промышленной революции. Принцип невмешательства (фр. laissez-faire) осуществлялся планомерно, был навязан в ходе политической борьбы при непосредственном участии государства. Формирование свободного рынка требовало институционального разделения на экономическую и политическую сферы и превращения труда, земли и денег в товары. В основе экономической системы XIX века лежали конкурентный рынок труда, свободная торговля и золотой стандарт. Саморегулирующийся рынок обеспечил неслыханный рост материального благосостояния, однако, подчиняя общество своим законам, вызвал стихийный ответ, естественную реакцию в виде мер общества по самозащите.
«Великая трансформация» стала классикой социальной мысли, создала общие рамки для анализа упадка классического либерализма и капитализма свободного рынка. Многие идеи книги вошли в научный оборот и стимулировали различные исследования в социальных науках, хотя ряд положений автора впоследствии отвергался и пересматривался. «Великая трансформация» вошла в список «Сто самых влиятельных книг послевоенного периода», составленный в 1995 году группой известных европейских интеллектуалов.

## Общая характеристика
В своём синтезе классической социальной теории Поланьи свёл воедино темы Маркса, Дюркгейма, Вебера и Малиновского, чтобы создать альтернативу классической политической экономии, как либеральной, так и марксистской экономике. «Великая трансформация» соединила элементы экономики, истории, социологии, антропологии и политической науки. Поланьи заимствовал идеи из всего спектра социальных наук, которые изучают поведение человека, «героический замысел» автора сочетает широкий взгляд на сложные социальные феномены с сохранением ценностей научного позитивизма; амбициозное стремление к практическим и в то же время нормативным предписаниям; богатство и гибкость языка способствуют различным интерпретациям. Эти черты сближают труд с текстами классической социальной теории. Отмечается предпочтение автором индуктивного или эмпирического подхода дедуктивному, а институционального анализа — методологическому индивидуализму. Работа затрагивает широкий спектр политических и экономических вопросов, включая капитализм, социализм, корпоративизм, планирование, массовое общество и тоталитаризм. Центральные темы книги — противоречия между рынком и обществом, капитализмом и демократией.
Название книги полемизирует с аисторическим подходом в социальных науках; «Великую трансформацию» можно считать атакой «по трём фронтам» на социальные теории утилитаризма, восходящие к Гоббсу и Мандевилю и развивавшиеся через Адама Смита и Милля вплоть до Мизеса и Хайека. Во-первых, Поланьи атаковал утилитарную теорию действия, по которой люди рационально действуют, преследуя эгоистичные цели на основе внутренних, в конечном счёте биологических или психологических желаний. Во-вторых, он подверг критике утилитарную теорию институциональных изменений, согласно которой институты стихийно эволюционируют, когда возникает потребность у группы индивидов, аналогично договору между сторонами. В-третьих, Поланьи атаковал теорию «невидимой руки» как теорию социального порядка, по которой из частного интереса («частных зол») возникает «общее благо», а ресурсы эффективно распределяются на социетальном уровне посредством саморегулирующегося рынка.
«Великая трансформация» — это история возвышения в первой половине XIX века либерального порядка и его краха в начале XX века. Автор начинает книгу с констатации, что «цивилизация XIX века потерпела крушение». Контекст книги — общий дух тридцатых годов — Великая депрессия, кризис политики свободной торговли, системы золотого стандарта и либеральной демократии; попытки фашизма, коммунизма и политики Нового курса перестроить общество. Поланьи пытался понять, какие исторические силы привели к этим событиям, к Первой мировой войне, к подъёму в 1920-е и 1930-е годы популистских, националистических и авторитарных социальных движений — к возвышению фашизма и Второй мировой войне. Учёный обратился к истокам современности — промышленной революции в Англии в начале XIX века: «чтобы понять германский фашизм, мы должны вернуться в рикардианскую Англию». Согласно Поланьи,

Мы намерены показать, что идея саморегулирующегося рынка основывается на самой настоящей утопии. Подобный институт не мог бы просуществовать сколько-нибудь долго, не разрушив при этом человеческую и природную субстанцию общества; он бы физически уничтожил человека, а среду его обитания превратил в пустыню. Общество...принимало меры самозащиты, но любые подобного рода меры причиняли ущерб принципу саморегулируемости, вносили дезорганизацию в хозяйственную жизнь, подвергая таким образом опасности общество, но уже с другой стороны. Именно это противоречие заставило рыночную систему развиваться в одном, жестко определённом направлении и в конце концов разрушило ту социальную организацию, для которой данная система служила фундаментом. 
Название книги, с одной стороны, отсылает, по выражению Джозефа Стиглица, к «великой трансформации европейской цивилизации» — переходу от традиционного общества к индустриальному; с другой стороны, намекает на социально-политическую драму первой половины XX века, после начала Первой мировой войны. Первая трансформация знаменует переход от меркантилизма XVIII века к обществу рынка в XIX веке. Крах рыночного общества в начале XX века приводит к фашизму и мировой войне. Поланьи намеревался более детально исследовать вторую трансформацию, однако оба описания остались неполными.

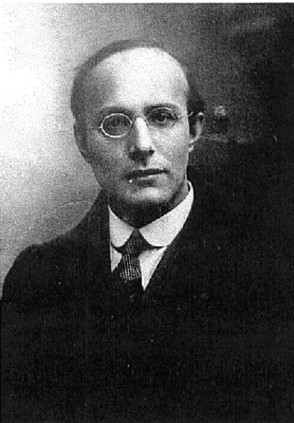
Карл Поланьи

Книга представляла собой спорный, противоречивый и загадочный текст, наполненный неясностями, работа размывала границы между экономикой и этикой, автор выступал и как антрополог, и как историк, и как критик межвоенной рыночной системы. По сравнению с Марксом, Поланьи сместил акценты с производства на обмен, с эксплуатации на коммодификацию, с классовой борьбы на контрдвижение против рынка. В отличие от политической экономии и неоклассиков, считавших мотив прибыли (как и ограниченность ресурсов) аксиоматическим и универсальным, выведенным из природы человека или структурной конкуренции, Поланьи отстаивал исторический и сравнительный анализ, рассматривал причины и условия возникновения «экономического» интереса. Тезис Поланьи о том, что теоретические схемы неоклассиков (как и марксизма) объясняют лишь краткий период истории (XIX век) был распространён в экономической и социальной антропологии, социологии, среди экономистов-гетеродоксов и разделялся многими историками. Антропологи и социологи долгое время отвергали обезличенную модель рынка и денег мейнстримовой экономики, не считая конкурентный рынок естественным состоянием человечества и, как правило, отрицая универсальность аксиоматики рационального выбора и ограниченности ресурсов, её применимость к традиционным обществам. Напротив, экономисты и историки экономики, стоявшие на позициях неоклассической концепции не принимали во внимание идеи Поланьи, игнорируя позиции других дисциплин. Одни авторы считали, что поланьевская экономическая история «безнадёжно ошибочная», даже если его история идей была верной; книга поставила глубокие вопросы, но не дала ответов. Другие полагали, что он ошибался в частностях, но дал верную общую картину. С точки зрения критиков, Поланьи преувеличил уникальность рыночного общества и роль элит в навязывании идей laissez-faire; не учёл повсеместного присутствия рынков в различные периоды истории; недооценил значение экономических стимулов в традиционных обществах, чисто экономические мотивы внерыночного обмена, и, напротив, переоценил экономический аспект рынка и его важность в индустриальных обществах.
«Великая трансформация» стала классикой социальной мысли, встала в один ряд с «Капиталом» Маркса и «Протестантской этикой» Вебера. Как анализ последствий промышленной революции и описание динамики рыночного общества, поланьевский шедевр можно считать заключительным актом «долгого» XIX века — от Эпохи Просвещения до окончания Первой мировой войны. Многие считают работу наиболее серьёзной и систематической в XX веке критикой теории и практики свободного рынка. Книга оказала значительное влияние на развитие социальных наук: масштабное видение экономической истории в «Великой трансформации» сделало Поланьи одним из предшественников теории модернизации, популярной в 1950-е годы, вдохновило исследования Маршалла Салинса, Иммануила Валлерстайна, Эдварда Томпсона, Джеймса Скотта, Дугласа Норта, Юргена Хабермаса и многих других. Работа повлияла на гетеродоксальную экономику (моральная экономика, школа регуляции, международная политэкономия), стала основополагающей для экономической социологии, её идеи были интегрированы в институциональную экономику. До некоторой степени Поланьи предвосхитил мир-системный анализ, теорию социального обмена, концепцию правительственности Фуко, исследования бедности Амартии Сена и др. Книга стала одним из главных источников критических теорий глобализации, оказав влияние на противников неолиберализма и антинеолиберальные движения.

## Написание и издание
Автор не считал свою работу научной монографией, хотя она имела научный базис; книга предназначалась широкой аудитории и не писалась для академических коллег или из карьерных соображений. Как пишет историк Маркус Грезер, автор намеревался внести вклад в дискуссии о кризисах капитализма и либеральной демократии, о возможностях обновления демократии перед лицом фашизма и об устройстве послевоенного мира. Первые наброски относятся к 1937 году. Основные тезисы разрабатывались в конце 1930-х годов, когда автор находился в Англии, их обдумывание завершилось к 1939 году; в 1940 году Поланьи сообщил своему другу Джейкобу Маршаку: «первостепенная задача сегодня — ясно и отчётливо, то есть рационально, описать систему регулируемого рынка в пластичном обществе: в обществе, которое может достичь самоорганизации политическими средствами». Согласно письмам Поланьи, он наметил план книги вскоре после переезда в США в августе 1940 года. После успешных лекций о «веке трансформации» в Беннингтонском колледже учёный обратился за грантовой поддержкой в фонд Рокфеллера и представил первый книжный проект в феврале 1941 года. В февральском письме своей жене Илоне Поланьи сообщил о прорыве в систематизации идей — незавершённые теории о капитализме и великой трансформации встали на свои места. К сентябрю законченные очертания приобрели основные главы. В сентябре он писал Илоне:

Книга представляет собой взгляд с птичьего полета на экономическую историю последних 150 лет, рассмотренную только для доказательства утопической природы рыночной экономики и с тем, чтобы объяснить последующий крах цивилизации XIX века. Постепенно мои теории находят свое место в повествовании, и почти всё, что я делал в жизни, что-то в это вносит. Я твердо уверен в структуре работы; она прошла проверку на прошлогоднем семинаре и в исследовании этого года. Я ничего не изменил.
Поланьи работал над книгой с осени 1941 года по весну 1943 года включительно. В сентябре он попросил Илону приехать в США, чтобы помочь в «технической обработке» объёмных материалов. На момент её приезда (конец декабря 1941 года) были готовы план 25 глав и 20 тысяч слов текста; в феврале 1942 года Поланьи сообщил своей дочери, что за четыре недели закончил введение и первые три главы. Работа продвигалась успешно, однако в сентябре 1942 года Harper & Brothers отказало в контракте после резкого отзыва историка Ричарда Тоуни (вскоре историк Джордж Коул выдвинул схожие претензии); Поланьи болезненно воспринял критику и приостановил поиски издателя. После неудачных переговоров в марте 1943 года с издательством Macmillan ему удалось в апреле заключить соглашение с Farrar & Rinehart. Предложение издательства разделить проект на две книги, основную («Либеральная утопия: истоки катаклизма») и дополнительную, посвящённую современной политике («Генеральный план обычного человека»), соответствовало желаниям Поланьи, но не было реализовано.
Рукопись была направлена в издательство перед отбытием Поланьи в Англию в июне. Автор сообщил в фонд Рокфеллера о завершении работы в соответствии с оригинальным проектом из 135 тысяч слов. Осенью рукопись прошла четыре стадии технических исправлений (редактор жаловался на орфографические и пунктуационные ошибки, незаконченные предложения и проблемы со сносками), что, по словам Поланьи, превратило «мирную рукопись» в «поле битвы»; тем не менее он остался доволен результатом. Друг Поланьи Питер Друкер, с которым автор много дискутировал во время написания, отметил: «вещь в целом настолько мощно структурирована, что читается на одном дыхании». Книга была издана в Нью-Йорке в 1944 году, лондонское издание 1945 года включало расширенную версию последней главы. Первое британское издание по выбору автора называлось «Истоки нашего времени». Продажи были небольшими, и в 1944 и 1945 годах составили всего 1700 экземпляров.

## Историческая динамика

### Столетний мир
Поланьи начинает книгу с анализа Столетнего мира (1815—1914). В течение столетия Европе удавалось избегать крупномасштабных конфликтов; малые войны между европейскими державами (Крымская война, Франко-прусская война) и постоянные военные конфликты с их участием в Африке и Азии имели ограниченный характер. На взгляд Поланьи, Столетний мир не был случайным, как и мировая война — следствие кризиса основных институтов европейской цивилизации. Обычно историческую динамику XIX века описывали через такие каузальные факторы, как экономические спады и подъёмы, кредитные и валютные кризисы, борьба за колонии, сепаратистские движения, дипломатические промахи. Поланьи, не отрицая эти аспекты, предложил более глубокое объяснение — анализ главных экономических и политических институтов XIX века. Согласно Поланьи,

Цивилизация XIX в. основывалась на четырёх институтах. Первым из них была система равновесия сил, в течение ста лет предотвращавшая сколько-нибудь длительные и разрушительные войны между великими державами; вторым — международный золотой стандарт, символизирующий совершенно уникальную организацию мировой экономики; третьим — саморегулирующийся рынок, обеспечивший неслыханный рост материального процветания, и, наконец, четвёртым — либеральное государство. При одном способе классификации два из этих институтов являются экономическими, два — политическими; при классификации по другому принципу два попадают в разряд национальных, два — в разряд международных. Их взаимодействие и определило в главных чертах историю нашей цивилизации.

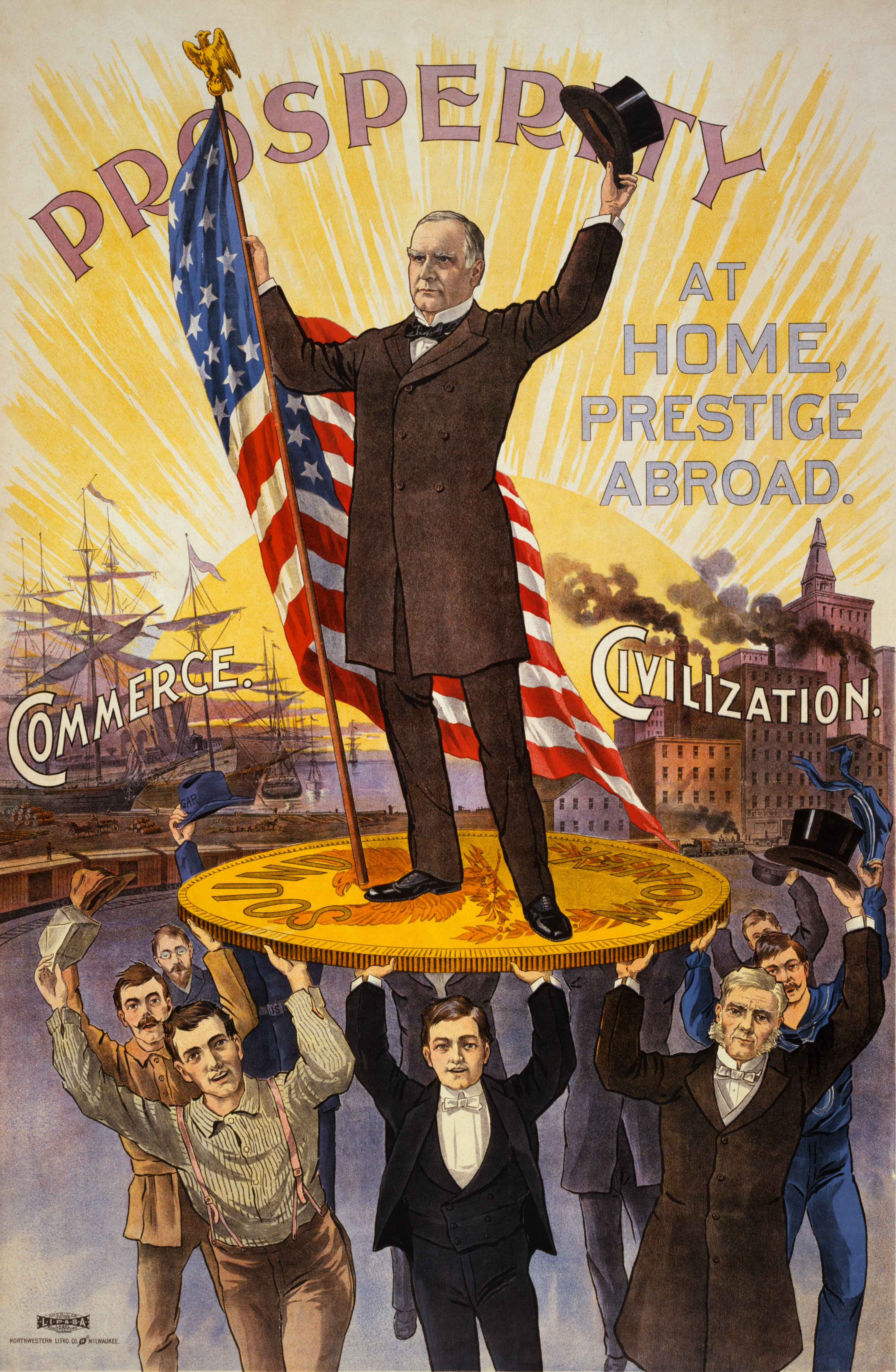
«Процветание, торговля, цивилизация». Рекламный плакат президентской кампании Уильяма Мак-Кинли (США, 1896)

Система равновесия сил обозначала изменчивые альянсы, которые не позволяли одной державе занять доминирующее положение. Остальные институты являлись взаимосвязанными продуктами английской промышленной революции. Система равновесия сил была надстройкой над золотым стандартом — средством для политического проекта по созданию всемирной рыночной системы; его крах непосредственно привёл к катастрофе. Либеральное государство, навязавшее доктрину laissez-faire и принявшее политику свободы торговли, было продуктом саморегулирующегося рынка — «источника и порождающей модели системы».
Идея саморегулирующегося рынка была изобретена политэкономией XIX века (Мальтус и Рикардо) на основе «невидимой руки» Адама Смита. Согласно этой доктрине, механизм ценообразования эффективно обеспечивает равновесие спроса и предложения и оптимальное использование экономических ресурсов; государство должно законодательно поддерживать рыночные процессы, не вмешиваясь в них. Саморегулирующаяся рыночная система существовала с 1830-х годов до начала Первой мировой войны. В её основе лежали три принципа, составляющие одно целое и бесполезные по отдельности: труд находит цену на рынке (конкурентный рынок труда); товары беспрепятственно перемещаются между странами (свободная торговля); создание денег подчиняется автоматическому механизму (золотой стандарт).
Свобода торговли позволяла странам специализироваться на производстве тех товаров, в продаже которых они имели конкурентные преимущества. Всё это вело к интеграции мировой экономики и, согласно классической политической экономии, повышало производительность и благосостояние, способствовало миру и гармонии, поскольку считалось, что все нации выигрывали от расширения глобальных потоков торговли и капиталов. Конкурентоспособность британской промышленности, например, зависела от поставок зерна из заморских территорий; платой за экономическую эффективность являлась отмена протекционистских мер в отношении внутренних производителей. Для функционирования «колоссального автомата» свободной торговли в мировом масштабе требовалась автоматическая система обмена, которая бы позволяла государствам с разными валютами покупать и продавать товары друг у друга. Эту задачу выполнял золотой стандарт — международная система товарных денег, в которой национальные валюты были привязаны к золоту. Англия приняла золотой стандарт в конце XVIII века и восстановила его после наполеоновских войн. Другие европейские государства одно за другим последовали её примеру, и к 1870-м годам золотой стандарт часто рассматривался как основа глобального процветания. При благоприятном торговом балансе механизм работал без сбоев, если же объёмы импорта превышали экспорт, то он нёс в себе угрозу «катастрофической дефляции». В обоих случаях, однако, подразумевалось, что международное равновесие сохраняется.

### Рынки и традиционное общество
Вопреки тезису, что капитализм XIX века возник в результате постепенного расширения обмена, местной и дальней торговли, для Поланьи переход Англии от общества меркантилизма к обществу рынка не был неизбежным и эволюционным. Хотя многочисленные рынки — определяемые как «фактические контракты между покупателями и продавцами» по поводу товаров — существовали с XVI века, для их главенствующей роли не было никаких оснований. Из частных актов обмена никак не следовало возникновение местных и любых других рынков, которые не обладали способностью к расширению. Большую часть человеческой истории экономика не была отдельной областью деятельности, управляемой законом спроса и предложения, «мотив пропитания» занимал место «мотива прибыли» в качестве цели хозяйственной деятельности. Поланьи ссылался на отмеченное Аристотелем различие между производством ради потребления (домашнее хозяйство) и ради прибыли, расценивая его как наиболее блестящее предсказание в социальных науках. Обмен имел место в традиционных обществах, однако даже во времена Аристотеля торговля и прибыль являлись скорее исключением, чем правилом. Рыночные силы были «укоренены» в обществе и политике, в социальных отношениях, которые обеспечивали условия для пропитания.

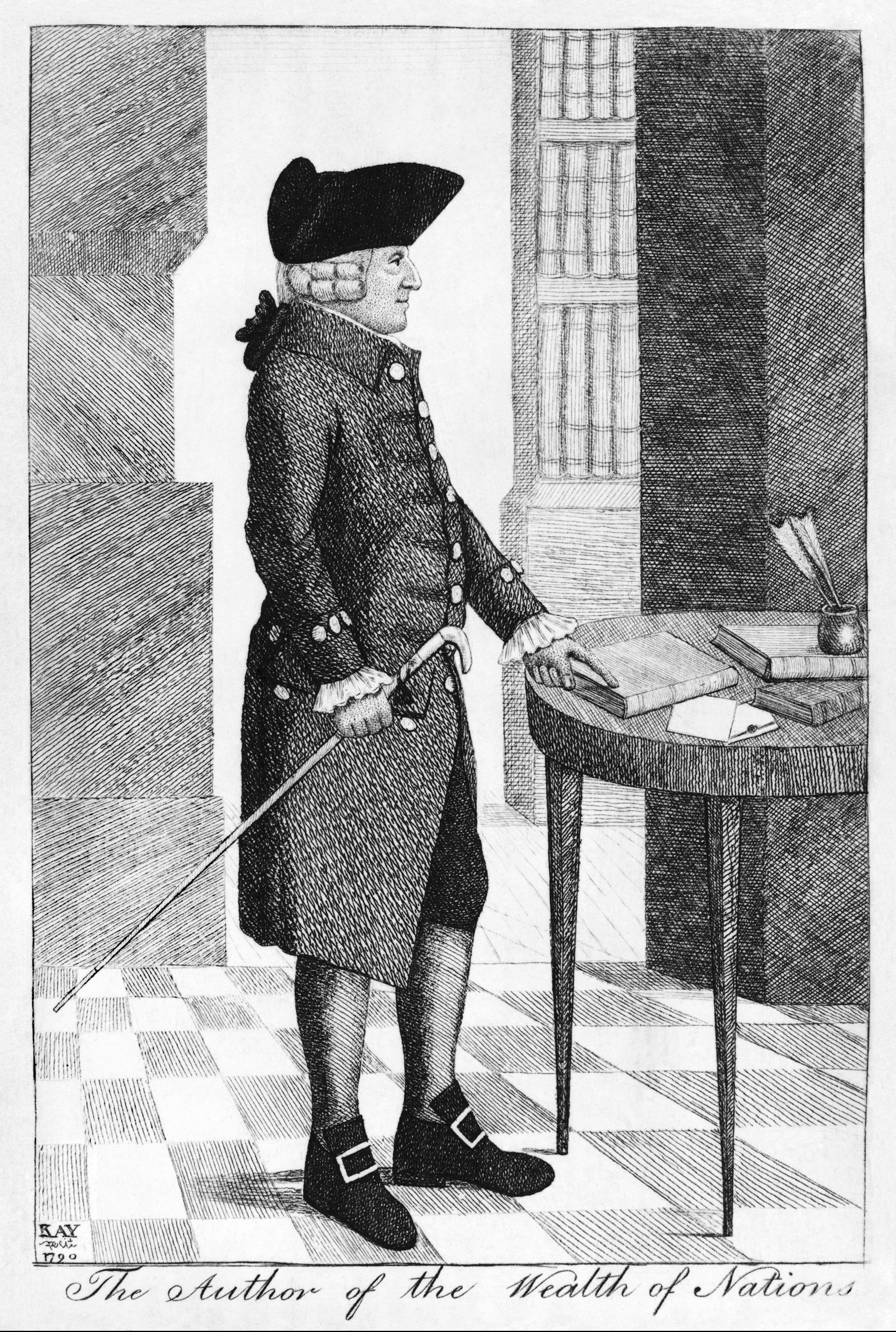
Адам Смит (1790)

Со времён Эдмунда Бёрка консерваторы и правые либералы считали, что рыночная экономика возникала в результате стихийного и естественного развития, на основе открытой Адамом Смитом природной «склонности к торговле, к обмену одного предмета на другой». В антропологии Смита капитализм возможен: разделение труда вытекает из внутренней потребности людей к содействию и сотрудничеству, что, в свою очередь, произрастает из взаимозависимости, поскольку люди нуждаются друг в друге. Переход от взаимозависимости к сотрудничеству Поланьи считал «великой уловкой» либеральных идеологий: почему первое приводит ко второму, а не к воровству? Почему люди вышли из клоаки грабежа и завоеваний (Римская империя) и изобрели рыночное общество? На взгляд Поланьи, природная склонность к обмену полностью апокрифична, поскольку «обменивающийся дикарь» Смита является таким же мифом, как и «благородный дикарь» Руссо. В антропологии Поланьи человек стремится к максимальному результату, но его мотивы исторически изменчивы, цели и интересы обусловлены социально, а не биологически или психологически. Поланьи, в частности, ссылался на «факторы культурного порядка» в исследованиях Маргарет Мид: члены племени, считающие рыбу священным объектом, а не пищей, скорее умрут от голода на берегу реки, чем станут её ловить.
Социальные институты домодерных обществ не позволяли рациональному экономическому поведению произвести кумулятивный эффект и породить рыночное ценообразование. Поланьи разграничивал принципы экономического поведения и социальные модели; эти категории рассматривались как эмпирические, а не логические. Принципы — взаимность (реципрокность), перераспределение, домашнее хозяйство и обмен (бартер) — соответствуют социальным моделям симметрии, центричности, автаркии и рынка. Социальная модель конкретного общества конститутивна для его хозяйственного уклада; при господстве одного принципа экономического поведения другие принципы сохраняются, но занимают второстепенное положение. Так, в обществе, построенном на модели центричности, экономические процессы определяются принципом перераспределения, а обмен занимает второстепенное положение и не обладает способностью к расширению, его смысл и процессы отличны от обмена в обществе, основанном на рыночной модели.

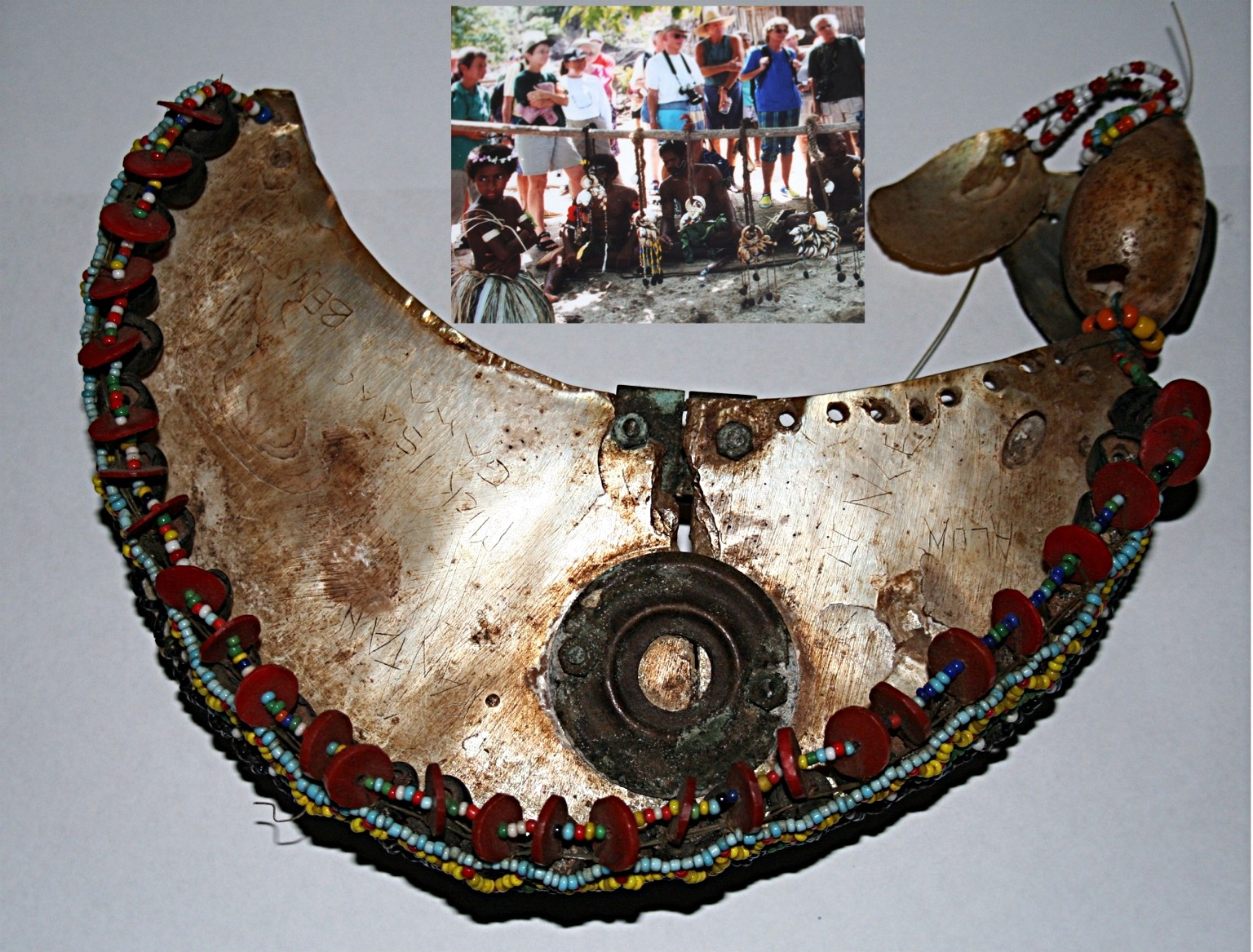
Ожерелье из кольца Кула

Реципрокность и перераспределение первоначально относились к взаимопомощи и разделу добычи в сплоченных группах и племенах. Реципрокность — это обмен дарами ради отношений, а не товара; она проявляется в родстве, дружбе, сотрудничестве; перераспределение (как и торговля) берёт начало в охоте или «племенной экспедиции», что требует разделения труда и подразумевает приобретение вещей на значительном расстоянии. Эти принципы необходимы для выживания группы, что должно приводить к упразднению личного, материального интереса. Пример Поланьи — острова Тробриан, где нет «торга и обмена», как и мотива прибыли. Жители прибрежных деревень, следуя магии и традиции, взаимно обмениваются дарами (рыба на плоды хлебного дерева) с удалёнными от моря поселениями. На основе взаимности функционировало «кольцо Кула» в Западной Меланезии — сложная торговая система перемещения между островами ценных предметов (браслеты, ожерелья и др.). Взаимность и перераспределение позволяли обходиться в хозяйственной деятельности без письменных документов и сложной системы управления, поскольку общества были устроены на моделях симметрии и центричности. Два принципа лежали в основе не только маленьких первобытных сообществ, но и больших и богатых империй, от Древнего Египта до феодальной Европы. Поланьи указывает на Вавилонское царство Хаммурапи, Древний Китай, Империю инков, царства Древней Индии; в Египте Нового царства перераспределение достигало огромных масштабов. В отличие от охоты в первобытных общинах, в империях оно чаще всего происходило от бедных к богатым; ресурсы собирались, хранились и перемещались от периферии к центру и обратно на основе традиции, закона или административного решения.
Рынки и деньги возникают не из природной склонности человека к обмену, а в попытке расширить общество за пределы его локального ядра. «Дальняя» торговля может создавать институт рынков, что предполагает акты обмена. Поланьи, следуя работам Анри Пиренна и Вебера, выделял три вида торговли и классифицировал рынки на внешние (дальние), внутренние (национальные) и местные. Эти практики, преобладавшие в Европе до XVIII века, не зависели друг от друга и, как правило, успешно функционировали за рамками логики конкуренции. Внешняя торговля не имела связи с внутренним хозяйственным укладом, дальние рынки чая или сахара (или например, обмен английской шерсти на португальские вина) существовали на границах сообществ. Эти рынки были построены на основе взаимных даров, а не на принципах рыночного обмена в смысле Смита:

Акты обмена входят здесь обычно в основанную на взаимном доверии сложную систему человеческих связей, охватывающую обширные пространства и значительные промежутки времени, — ситуация, стирающая в сознании двусторонний характер сделки уже не может восприниматься с ясностью.
Местные, «соседские» рынки, укоренённые в местную культуру, представляли собой домашнее крестьянское хозяйство и до начала XIX века не играли значимой роли в торговле. Европейские властители XV и XVI веков, возможно, освободили торговлю от «пут городских привилегий», однако внутренний рынок меркантилизма не был по-настоящему современным: «покупателю предлагаются на конкурентной основе сходные товары, поступившие из разных источников». В эпоху меркантилизма рынки регулировались и ограничивались; и местную, и дальнюю торговлю регулировали либо государство, либо горожане, которые противодействовали созданию национальных рынков. Последние целенаправленно создавались государственными стратегиями — экономическое развитие было необходимо для усиления государства. Ни один из так называемых «рынков» — дальняя торговля, местный рынок домашнего хозяйства и внутренний рынок меркантилизма — не имел отношения к агрессивному саморегулирующемуся рынку — совершенному рынку спроса и предложения XIX века.
Историки экономики критиковали Поланьи, указывая, что рыночные общества существовали задолго до XIX века. Утверждалось, что Римская и Вавилонская империи имели развитые рынки с ценообразованием; существование множества рынков в Древнем Риме не отрицается. В то же время вопрос о степени влияния рынков и рыночных цен является дискуссионным. Как писал Норт, Поланьи убедительно показал, что историки экономики преувеличивали роль рынков в традиционных обществах. Как пишет экономист Джеффри Ходжсон, Поланьи был прав в том, что большую часть человеческой истории системы производства и распределения не управлялись рынками, особенно если принять его разграничение между рынками как местами ценообразования и торговлей (обмен как таковой не формирует цены), возникшей намного раньше. Согласно Ходжсону, Поланьи, подчёркивая общий рост рынков, не учёл появление в XVIII веке ключевых институтов современного капитализма — финансовых, рассмотренных Шумпетером и Джоном Коммонсом. Как отмечает Ходжсон, автор книги недооценивал проблему масштаба и сложности: ему не удалось показать, что крупные и развитые общества со сложным разделением труда могут быть организованы без рынков, только на основе перераспределения и особенно реципрокности, хотя перераспределение, несомненно, неустранимо из современной развитой экономики. Он верно подчёркивал значение взаимности для выживания группы, но ошибался, считая, что эволюция упразднит личный интерес.

### Спинхемленд: истоки современности

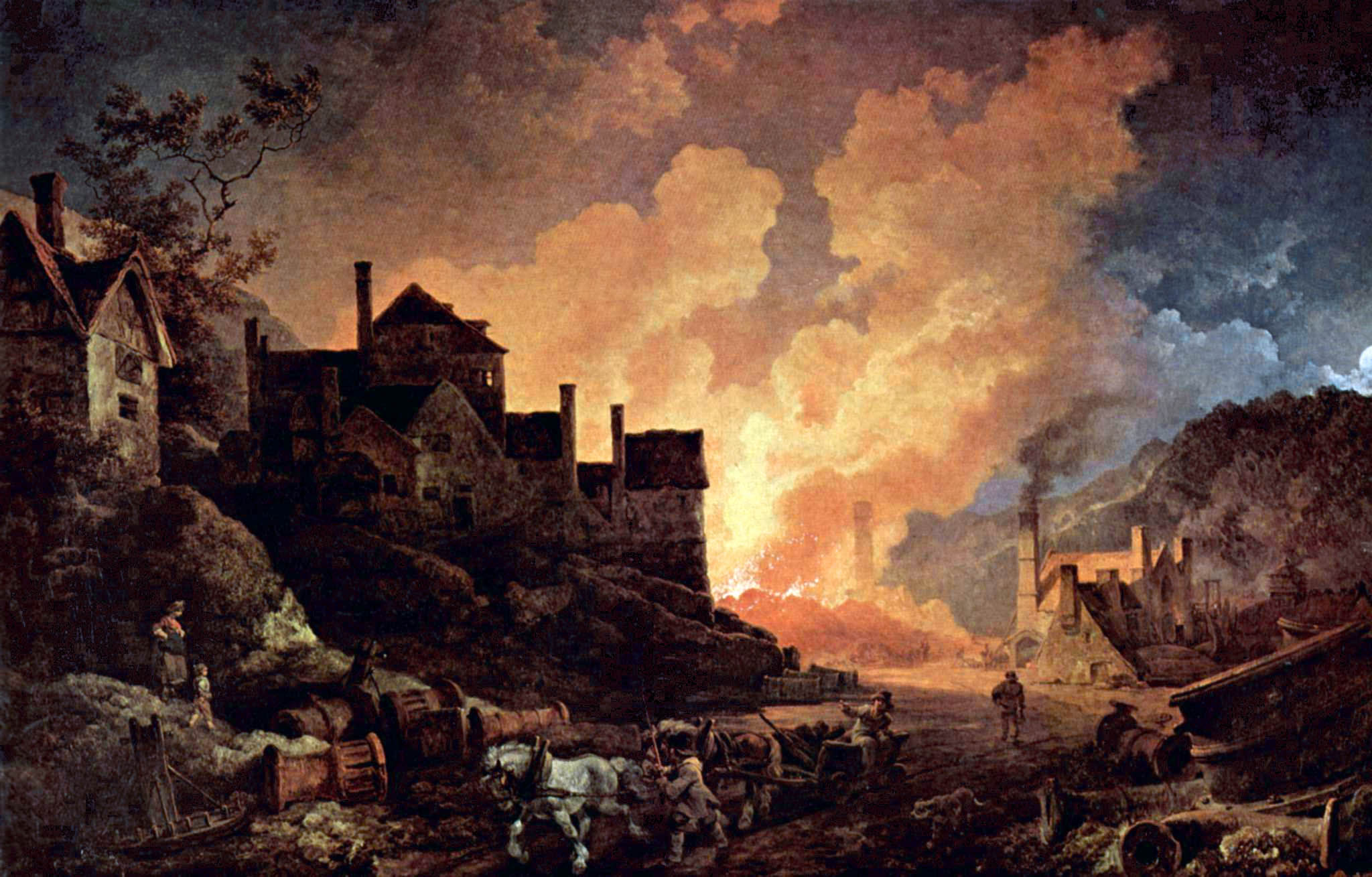
Колбрукдейл ночью. Картина Филиппа Лютербурга (1801)

Для создания рыночного общества было недостаточно национальных рынков. Согласно Поланьи, на социетальном уровне требовался более фундаментальный поворот — природа, деньги и люди должны были стать «фиктивными товарами» — землёй, капиталом и трудом, которые ранее не существовали в качестве элементов экономической жизни. Поланьи проводит реконструкцию экономической истории Англии, показывая, что переход от сословного общества к капиталистическому начинается с развития товарного производства. Рыночное общество — продукт промышленной революции, неизбежный результат появления фабричной системы в условиях коммерциализации. Сложные машины стоят дорого и окупаются только при больших объёмах производства. Быстро растущие отрасли промышленности нуждались в институтах, которые бы обеспечивали низкие цены, — конкурентном рынке труда и свободной торговле. Поскольку массовое производство нуждается в гарантированных поставках сырья для машин (иначе оно становится слишком рискованным), то наилучший способ обеспечить бесперебойное поступление факторов производства — создать рынки для каждого из них. По мере усложнения промышленного производства, количество факторов увеличивалось. Главными из них являлись труд, земля и деньги; их следовало сделать доступными для продажи, превратить в товары. Если создание рынка земли через огораживания происходило в течение двухсот лет, то конкурентный рынок труда был внедрён практически мгновенно.
Уже закон о бедных 1601 года постановил, что здоровые бедняки должны трудиться, чтобы отрабатывать своё содержание в приходе (малая административная единица). Приход был обязан содержать бедняков, собирая налоги или взносы со всех собственников домов или землевладельцев, в зависимости от их доходов. Каждый приход имел свою шкалу налогов, так как порядок его функционирования существенно отличался от другого (предоставление работы, содержание богаделен, обеспечение стариков и калек и т. д.). Трудовая мобильность была невыгодна наиболее богатым приходам, поскольку создавала опасность их наполнения массами «профессиональных» пауперов. Поэтому с целью ограничить мобильность сельской рабочей силы в 1662 году, после Реставрации, был принят Акт об оседлости, «приходское крепостное право», позднее осуждённое Адамом Смитом. Акт препятствовал формированию национального рынка труда, однако спрос на рабочую силу в ходе промышленной революции привёл к его отмене в 1795 году. Поланьи отмечает резкий рост бедности и, как следствие, нестабильности в последней четверти XVIII века. Массовая нищета (пауперизм) в деревне прямо следовала из развития мировой торговли, хотя современники не связывали эти процессы между собой. Землевладельцы испытывали страх как перед восстанием пауперов, так и перед вымиранием деревни, поскольку бедняков привлекали более высокие зарплаты на промышленных предприятиях — в сельской местности росла безработица. В том же 1795 году был принят закон Спинхемленда, который предусматривал выплату беднякам денежных пособий (их размер высчитывался по шкале в соответствии с ценами на хлеб). Закон гарантировал беднякам минимальный доход в дополнение к заработку и, согласно Поланьи, вводил новое социально-экономическое «право на жизнь». Эта система денежной помощи была задумана как чрезвычайная мера, но вскоре получила распространение и в сельской местности, и в промышленных районах.

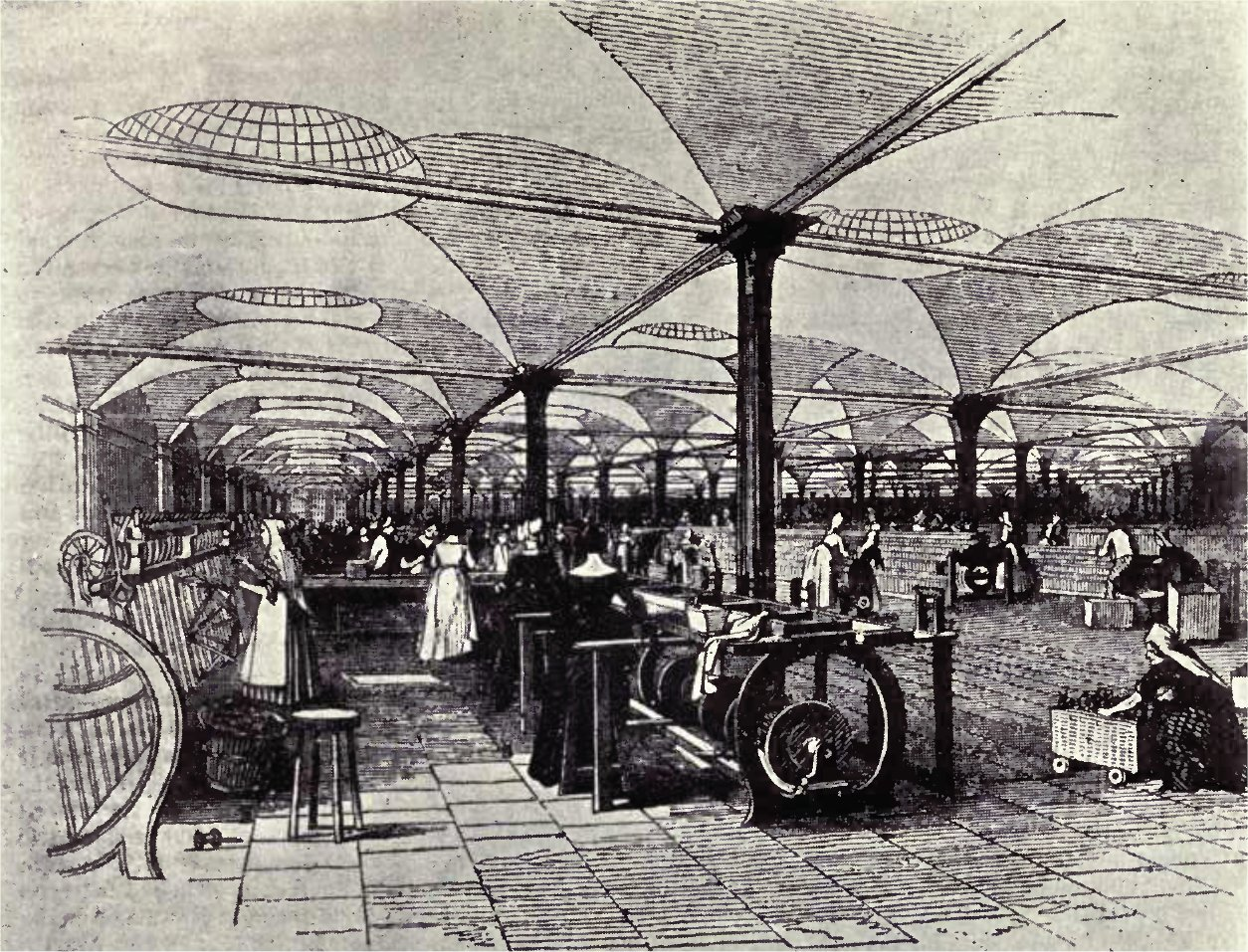
Льнопрядильная фабрика в Лидсе (1843)

В качестве ответа на структурные проблемы закон Спинхемленда был призван, с одной стороны, защитить интересы рабочей силы в сельской местности, а с другой стороны, предотвратить бродяжничество. Поланьи указывал на моральные или гуманистические соображения, попытку остановить коммодификацию труда. Как пережиток патерналистской организации труда, доставшейся в наследство от Тюдоров и Стюартов, система Спинхемленда выражала интересы сельского правящего класса — сквайров и священников, которые ещё обладали определённой политической властью. Система «права на жизнь» на протяжении четырёх десятков лет способствовала патернализму, укрепляя власть землевладельцев на местах. Спинхемленд успешно сдерживал формирование национального рынка труда в период наиболее интенсивного промышленного развития, поскольку замедлял отток дешёвой рабочей силы из деревни. Спинхемленд являлся переходным периодом действия «двух взаимоисключающих систем, а именно формирующейся рыночной экономики и патерналистского регулирования в сфере важнейшего фактора производства — труда».

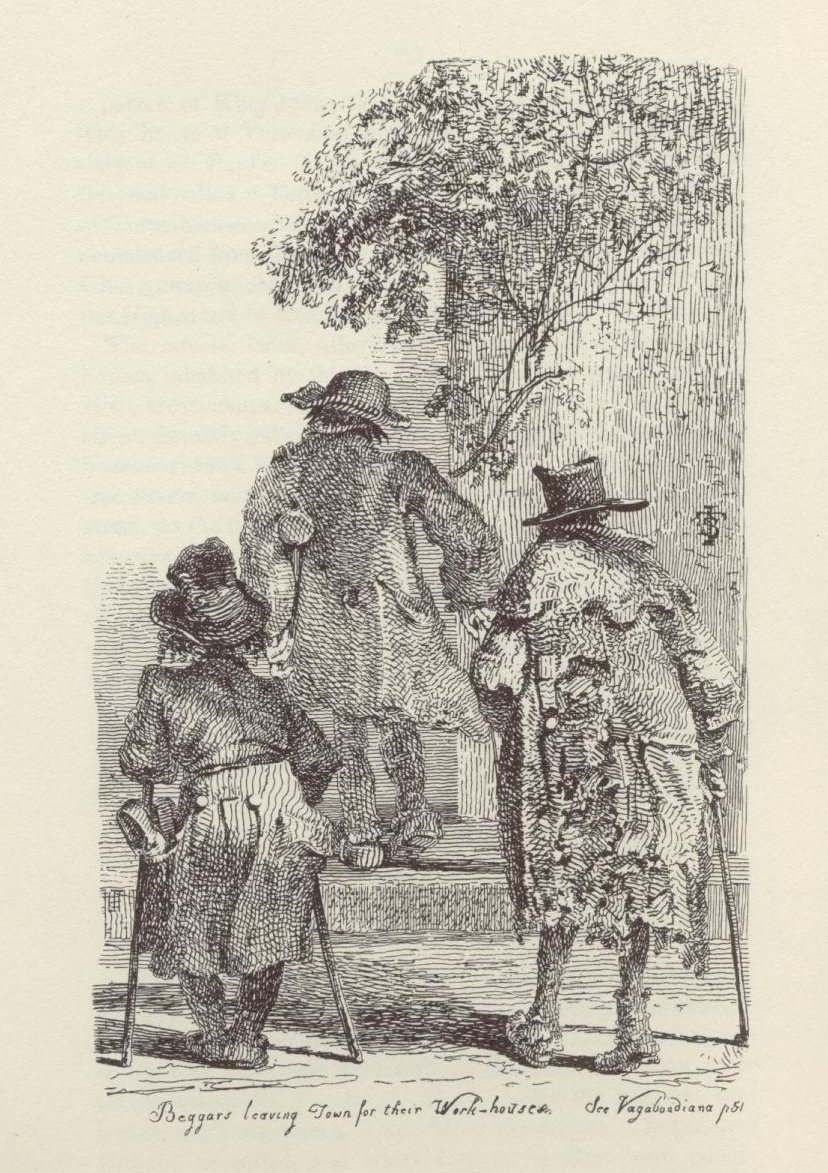
Нищие возвращаются из города в работные дома. Гравюра Смит, Джон Томас (1817)

В долгосрочной перспективе Спинхемленд привёл к разрушительным последствиям, к экономической катастрофе. Закон должен был предотвратить пролетаризацию бедняков, однако массово превратил их в пауперов, полностью деморализовал и лишил достоинства. По словам Поланьи, система принесла выгоду только работодателям, у которых не было стимула выплачивать достойную заработную плату, поскольку разницу взяло на себя государство. Заработная плата упала ниже прожиточного минимума, а выплаты работникам со стороны приходов, напротив, существенно выросли. У бедняков была подорвана трудовая мотивация, качество работы ухудшилось. Как отмечают социологи Фред Блок и Маргарет Сомерс, автор книги не идеализировал Спинхемленд, не противопоставлял его добродетели порокам рыночного капитализма, а отмечал негативные последствия. Поланьи указывал на противоречие между ранней формой социального обеспечения и возникновением рынка труда. Система Спинхемленда принуждала рабочих продавать свою рабочую силу, однако давала некоторую защиту в условиях рынка. В отсутствие рынка труда рабочая сила была товаром, но не имела рыночной стоимости. Принятые в 1799—1800 годах законы против рабочих союзов приравняли их деятельность к государственной измене — рабочие лишились возможности коллективно отстаивать свои интересы в рамках закона. Более важным обстоятельством была травма Спинхемленда, помешавшая сельским рабочим осознать их социальное положение и, как следствие, сформировать отдельный экономический класс (в отличие от работодателей).
Согласно Поланьи, политическая победа английской буржуазии в 1832 году была ускорена повсеместной нищетой, в которой общественное мнение обвиняло Спинхемленд. В 1834 году Реформа закона о бедных отменила пособия Спинхемленда, устранив препятствие к формированию рынка труда. Поланьи расценивал акт 1834 года как наиболее «безжалостную социальную реформу» Нового времени, проведённую с «наукообразной жестокостью». Упразднение «права на жизнь» не оставило беднякам выбора, они были вынуждены покинуть деревню и либо переселиться в работные дома (что было унизительно), либо оказаться брошенными на произвол судьбы: «если Спинхемленд означал медленное загнивание вследствие неподвижности, то теперь главной опасностью была гибель из-за незащищённости». Реформа представляла коренной институциональный поворот: английским рабочим, чтобы выжить, необходимо было продавать себя. Эта трансформация одномоментно превратила их в фиктивный товар: «говорить о существовании промышленного капитализма как социальной системы до этого времени мы не вправе». Поланьи говорит о метаморфозе гусеницы: новый экономический уклад радикально порвал с предшествующими институциональными моделями, его «сатанинская мельница» перемолола людей в «массы» и разрушила «прежнюю ткань общества».

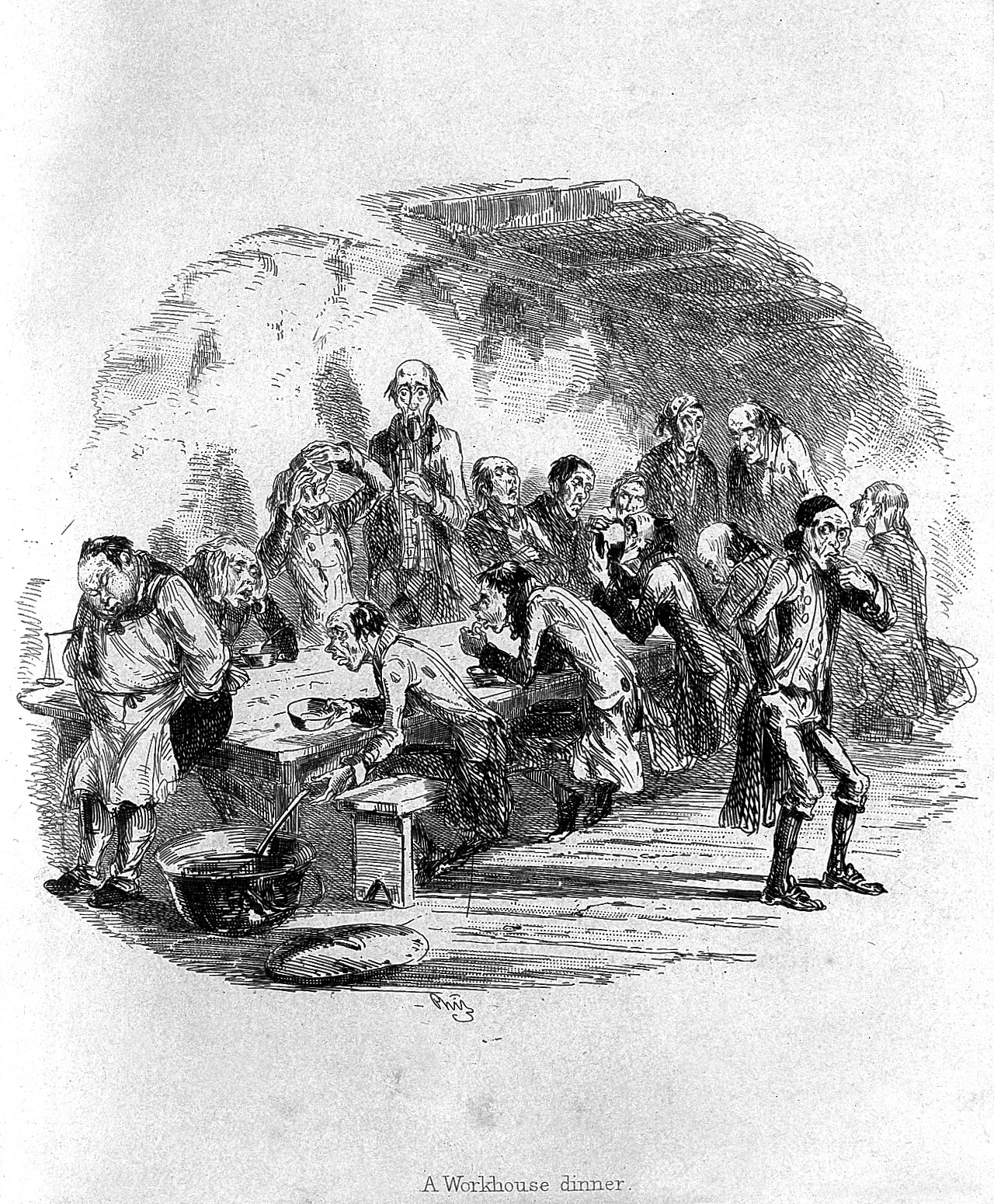
Ужин бедняков в работном доме. Карикатура 1840 года

Рассмотрение системы Спинхемленда позволяет автору заключить, что рынок не развивался эволюционно и беспрерывно, а был сконструирован, насильственно учреждён с помощью государственного вмешательства (реформа 1834 года). Этот тезис используется Поланьи для обоснования идеи, что рыночное общество XIX века и его идеология являлись новыми и уникальными образованиями в человеческой истории. На пути к обществу рынка, отмечает Блайт, стояли традиционные или укоренённые институты (закон Спинхемленда, приходские власти и др.) — «средневековый мусор», по выражению Маркса, — призванные обеспечить население пропитанием и предотвратить нищету. Они мешали развитию товарного производства и, следовательно, капитализма. Эти институты государственной защиты следовало отменить; государство должно было стать творцом нового институционального порядка, основанного на «улучшении» и индивидуализме, а не на «условиях жизни» и коллективизме.
Анализ Поланьи во многом опирался на вторичную литературу. Вопреки тезису учёного о широком распространении и катастрофических последствиях системы Спинхемленда, её применение, по всей вероятности, было крайне ограниченным и не оказывало негативного влияния на бедняков, поскольку в общем случае не влекло снижения заработной платы, как и производительности труда. Поланьи не учёл различия в политике оплаты труда в разных графствах, масштаб использования наёмного труда в сельском хозяйстве и его намного более раннее развитие в Англии — наёмный труд историки обнаруживали даже в XIII веке. Отрицалась и моральная мотивация создателей Спинхемленда. В то же время отмечается, что исторические неточности не затрагивают суть поланьевского тезиса, поскольку трансформация (сходный переворот был замечен Вебером) в человеческих отношениях действительно произошла — переход от мотива пропитания к мотиву прибыли; её конкретная датировка не столь важна.

### Рождение либеральной утопии

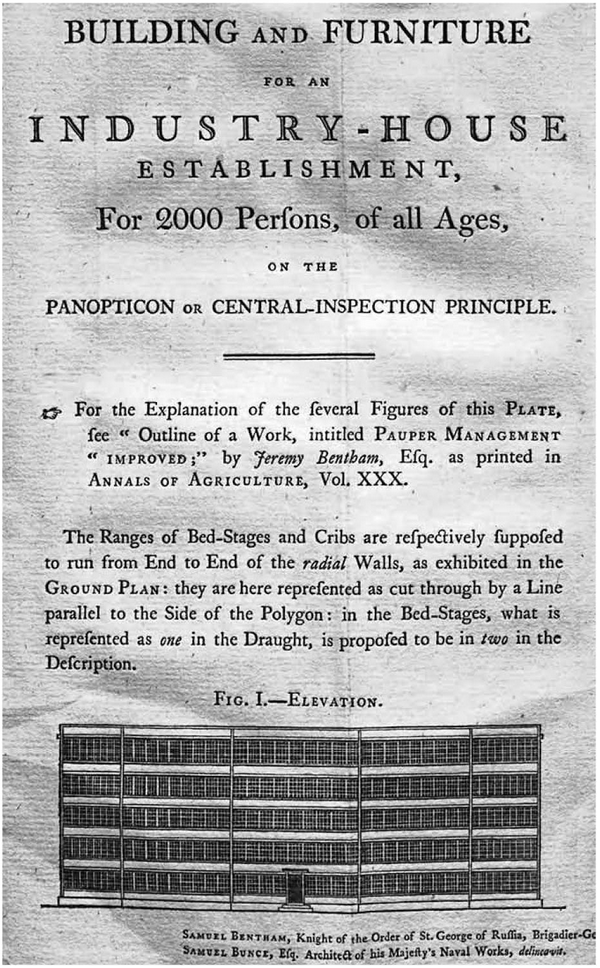
Проект «дома трудолюбия» на 2000 человек в сочинении Бентама «Улучшенное управление пауперами» (1812)

Поланьи усматривал истоки теории саморегулирующегося рынка у различных групп писателей и интеллектуалов, которые в конце XVIII века пытались осмыслить социальные потрясения промышленной революции, объяснить массовую нищету этого периода. Контекст дискуссий вокруг вопиющей «аномалии» Спинхемленда определил основные положения либеральной экономической идеологии и, шире, повлиял на всё духовное наследие цивилизации XIX века, включая воззрения Бентама, Бёрка, Мальтуса, Годвина, Рикардо, Маркса, Оуэна, Милля, Дарвина и Спенсера. Изобретение новых машин и становление биологических наук создали благоприятные условия для концептуализации саморегулирующихся систем. Невиданные ранее человеческие страдания породили широкую потребность в утопических концепциях экономического прогресса. С одной стороны, значительно выросло количество трудоспособных городских безработных; с другой стороны, появился класс предпринимателей. Необычность ситуации сделала конец XVIII века временем расцвета идей, поскольку «как новые формы богатства, так и новые формы бедности оставались во многом непонятными феноменами». Первостепенной задачей для интеллектуалов было объяснить страдания с моральной точки зрения, ответить на вопрос «откуда берутся бедные?» Во-первых, как и теологические вопросы, «точка зрения на бедность всё в большей степени определялась взглядами на человеческое существование в целом»; во-вторых, страдания нужно было познать и сделать управляемыми. Эти два компонента сформировали новый влиятельный политический дискурс: утопический либерализм. По словам Поланьи, «обезумевший от ужасов Спинхемленда человек бросился искать спасения в утопии рыночной экономики».
Среди теоретиков зарождавшейся экономической науки распространилась риторика механистического натурализма — экономика понималась как орган или машина. Новый примитивный натурализм — исследования обезличенных экономических процессов, управляемых «объективными» законами — заменил прежний взгляд на экономику как совокупность моральных отношений и обязательств. Поланьи указывает, что благодаря натурализму экономика отделилась от философии и других социальных наук: рынок был искусственно выделен в онтологическую область (Рикардо), а образцом для мейнстримовых теорий послужил детерминизм естественных наук. Риторика сциентизма обеспечила авторитет и престиж экономики, но вследствие этого поворота в политике XIX и XX веков преобладали утопические проекты, пытавшиеся решить фундаментальные проблемы человеческого существования с помощью экономических теорий производства и обмена. Утопическая попытка открыть неизменные и обезличенные законы социального порядка не учитывает многообразие человеческих мотивов и сложность социальных взаимодействий. Поланьи называет политэкономию формой секулярной религии и описывает её в религиозных терминах — символ веры, спасение, апостольский пыл, догма и т. д. На рубеже XVIII—XIX веков экономическое знание заняло место, которое в XVII веке принадлежало религии. Политэкономия, во-первых, распространила мотив прибыли в европейских обществах, что было сопоставимо «с самым мощным взрывом религиозного чувства в истории», и, во-вторых, стала средством создания рыночной системы.

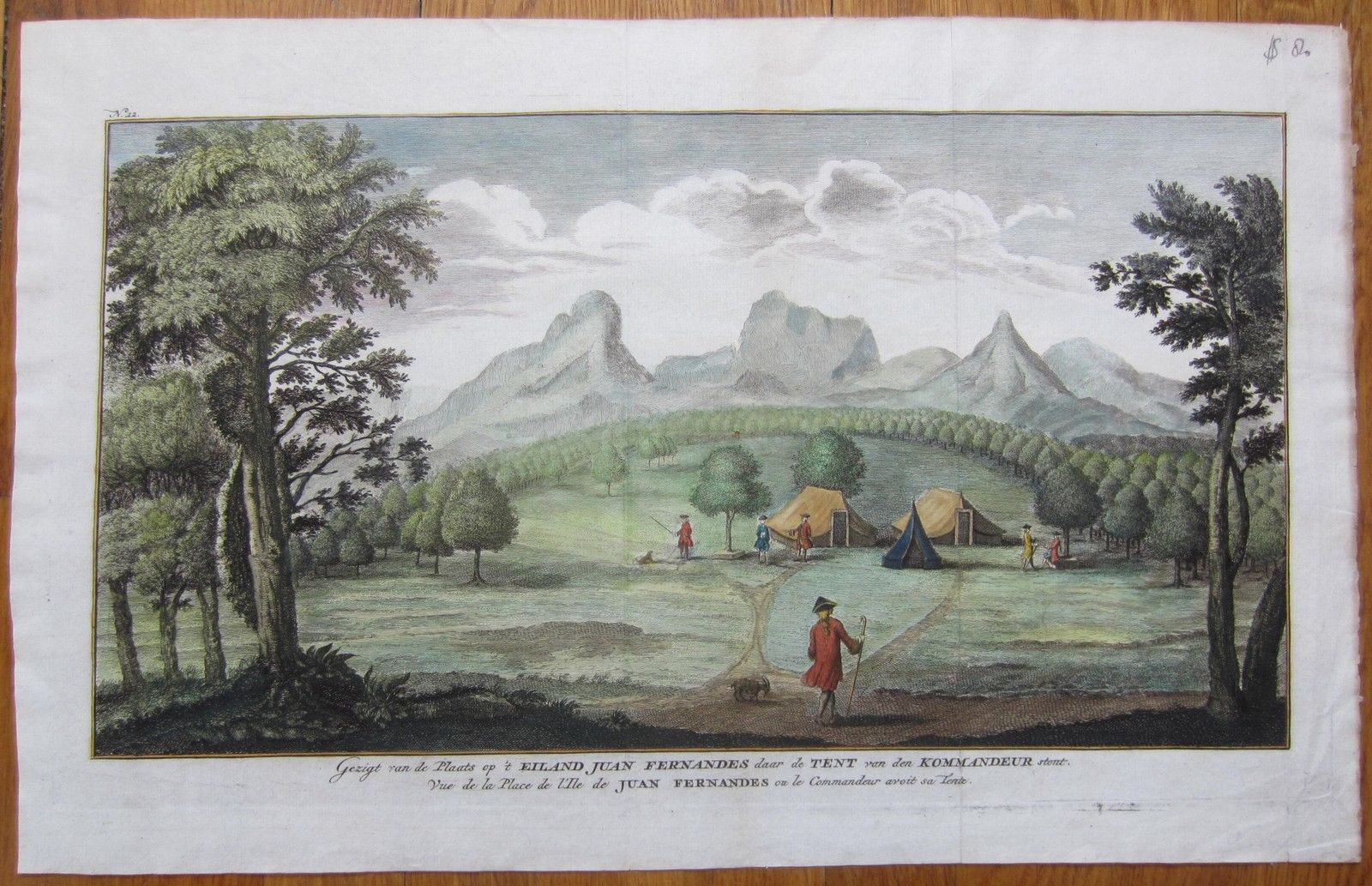
Остров Хуана Фернандеса (остров Робинзон-Крузо). Гравюра 1748 года.

Переходной фигурой был Адам Смит, последний гуманист в политической экономии. Он поместил рынок в центр экономической жизни и создал миф о природной склонности человека к торговле и обмену, хотя не придерживался эгоистичного индивидуализма Гоббса или Мандевиля и не считал, что общество должно управляться экономическими интересами, рассматривая человека как моральное и социальное существо. Смит не был пророком нового порядка, но подготовил почву для расширения на социальную жизнь концепции атомарного человека, движимого собственными экономическими интересами. Источником натурализма и началом социальной философии laissez-faire стала популяционная биология Джозефа Таунсенда, резко изменившая формирование экономической мысли. В «Диссертации о законодательстве о бедных» (1786) Таунсенд сформулировал теорему коз и собак: на необитаемый остров в Тихом океане испанский мореплаватель Хуан Фернандес завёз нескольких коз. Животные расплодились и стали пополнять провизию пиратов, поэтому испанские власти решили высадить на остров собак, которые тоже размножились и уменьшили популяцию коз. Как заключал Таунсенд, выживали только сильнейшие и наиболее активные козы — природное равновесие восстановилось без вмешательства правительства, «муками голода, с одной стороны, и недостатком пищи — с другой». Это решение следовало применить к обществу, отменив обязательства и предоставив вещам идти своим чередом: «численность человеческого рода регулируется количеством пищи». Государство не может влиять на количество бедных и условия их жизни и не должно противостоять законам природы, ведь голод «учит порядку и дисциплине лучше всякого судьи».

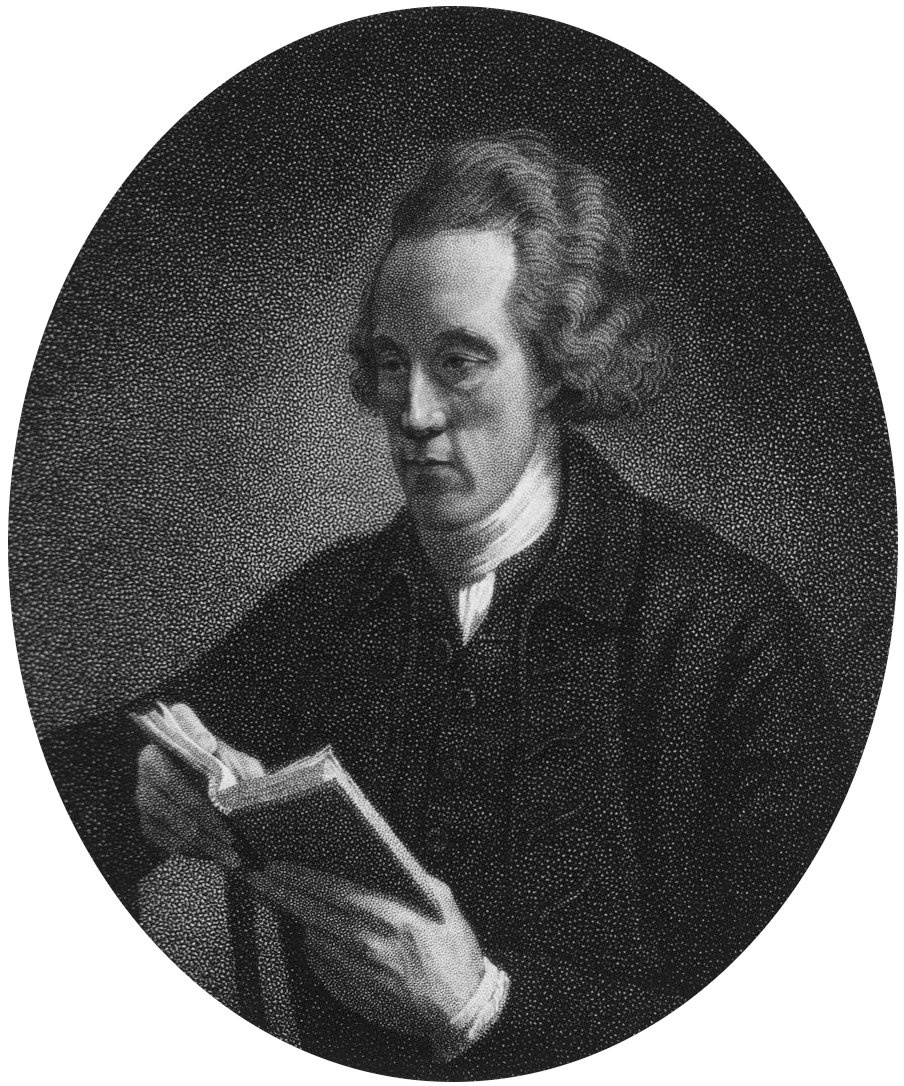
Джозеф Таунсенд

Если Аристотель чётко отделял человека от животных, связывая политику с языком и разумом, то Гоббс сузил понятие рациональности до политического соглашения. В «Левиафане» Гоббса и «Басне о пчёлах» Мандевиля люди ведут себя как звери, но сохраняют потребность в институтах, договорённостях, правительстве. Таунсенд радикализировал индивидуализм Гоббса: «человек на самом деле есть зверь и именно по этой причине правительственное вмешательство требуется ему лишь в минимальной степени». Хотя Поланьи отмечает, что история с козами, вероятно, недостоверная, дело не столько в вымысле или идеологической фикции (поскольку гипотетически эта ситуация возможна), сколько в том, что теорема Таунсенда определяет критерии истинности; аллегория или сказка Мандевиля превращается в «научное» наблюдение и выявление законов природы на основе «фактов». После Таунсенда биологическая природа человека стала рассматриваться как данность, фундамент общества, в котором политическая жизнь определяется не договором, а «объективными» процессами: «отныне натурализм неотступно преследовал науку о человеке».

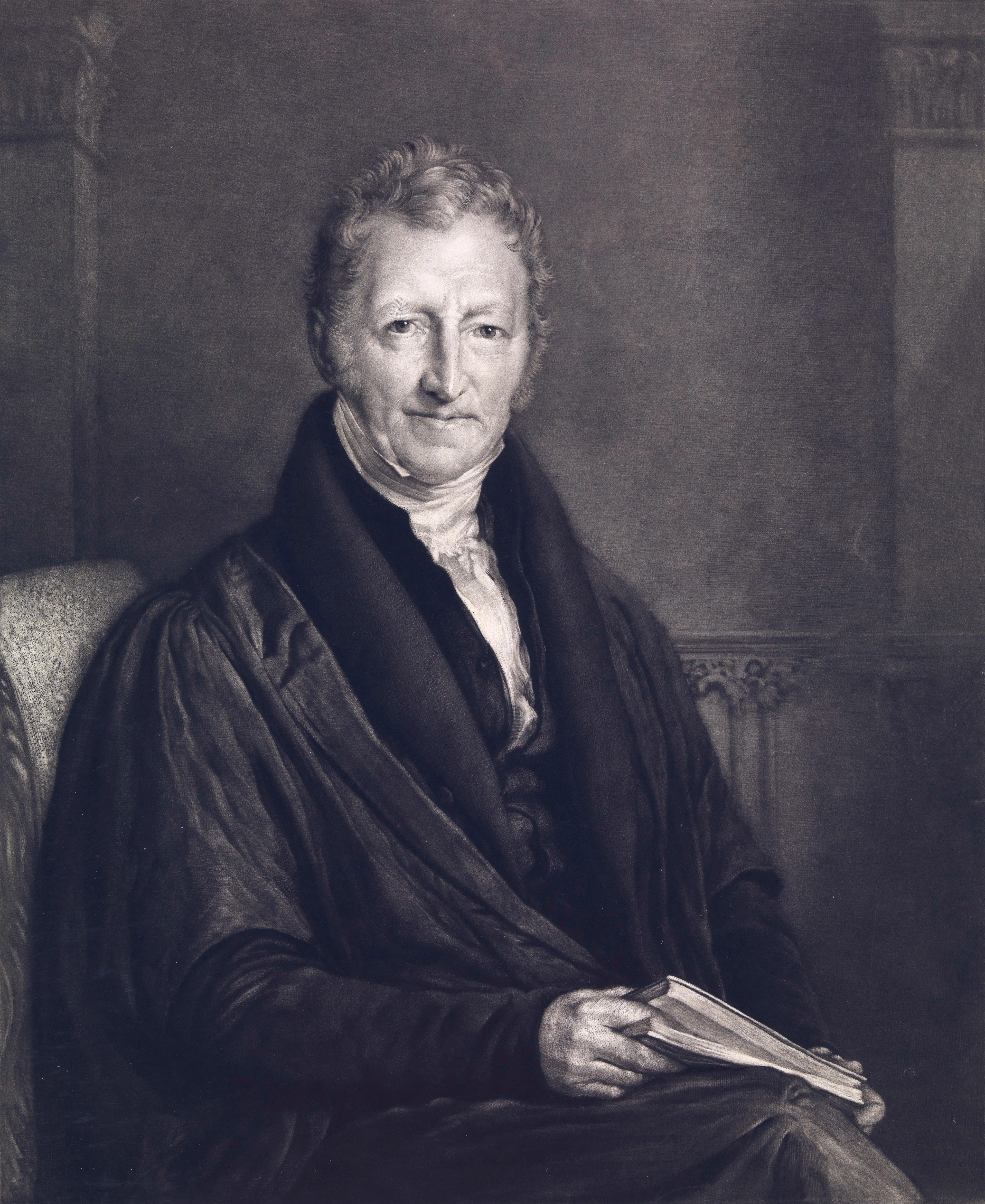
Томас Мальтус

Подлинными архитекторами новой системы стали Мальтус и Рикардо, их умозаключения следовали натурализму Таунсенда в условиях Спинхемленда: низкий уровень жизни рабочих объяснялся «железным законом заработной платы», который удерживал её минимальный уровень, достаточный для простого выживания. Маркетизация труда, необходимость низкой заработной платы оправдывались природными или биологическими основаниями, которые фундировали закон народонаселения Мальтуса и закон убывающей доходности Рикардо. По словам Поланьи, зарождающееся рыночное общество «основывалось на жестоких реалиях Природы… конкурентное общество было поставлено под защиту закона джунглей». Для Мальтуса и Рикардо реальность ограничивалась материальными товарами, а «законы рынка» обозначали «предел человеческих возможностей». Однако их «законы» не имели никакого отношения к капиталистической системе просто потому, что в первой четверти XIX века она ещё не возникла: они исследовали «капитализм без рынка труда». Поланьи обращает внимание на онтологические и эпистемологические ошибки классических экономистов, на «ошибку натурализма» — представление о том, что общество и природа управляется теми же законами. Эти идеи распространились через Мальтуса вплоть до Дарвина. «Социальный натурализм» был интегрирован в мейнстримовую экономику и продолжал, согласно Поланьи, оказывать негативное влияние в XX веке. Попытка марксистского экономического учения вернуть общество в человеческий мир потерпела неудачу, поскольку Маркс некритично принял позиции классических либеральных экономистов, особенно Рикардо, считая, что отношения собственности определяют структуру социального порядка. Несмотря на огромное влияние Мальтуса и Рикардо и классической политической экономии, Поланьи указывал на разрыв между их идеями и реальной государственной политикой. Как отмечает историк экономической мысли Филип Мировски, выявленные Поланьи связи между биологией того времени и классической политической экономией в настоящее время считаются общепринятыми, хотя идею экономического человека и элементы концепции саморегулирующегося рынка современные исследователи находят уже в общественном дискурсе XVII века (концепты частной собственности и контракта у Пуфендорфа, Гроция и Локка).
Как пишут экономисты Дейдра Макклоски и Санти Хиджибу, в реконструкции зарождения общества рынка Поланьи вывел на первый план рыночную идеологию или рыночное мышление: вопреки Марксу и антимарксистам, эпоху модерна создали идеи, а не социальные классы или технические изобретения. Автор не объясняет, почему политэкономия заняла центральное место в социальном и моральном мировоззрении, и не рассматривает детально её роль и влияние на социальные изменения XIX века (за исключением Бентама). Политэкономия и возвышение рынка связываются функционально на макро-, а не микроуровне. Социолог Филипп Штайнер усматривает возможность «слабой» и «сильной» трактовки: поскольку Поланьи не утверждал, что политэкономия настолько могущественна, чтобы произвести колоссальный социальный сдвиг (это было бы сомнительно), то её можно считать либо социальным фактом, который указывает на изменения, либо коллективными представлениями, которые формируют как цели общества, так и понимание социальной жизни, взаимодействий и поведения. Чарльз Киндлбергер писал:

Смысл книги в том, что социальные потрясения XIX века вызвала не индустриализация как таковая, а сконструированная Рикардо, Марксом и Джеймсом Миллем идея того, что рынок будет главенствовать.

### Laissez-faire и противодействие рыночной логике

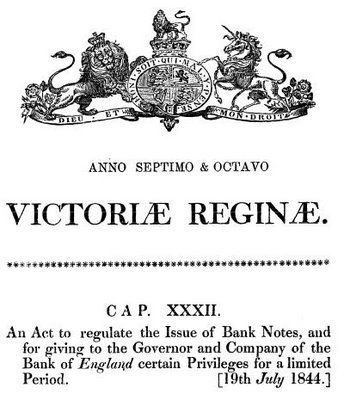
Банковский акт 1844 года

В 1830-е годы, с отменой Спинхемленда, экономический либерализм, по выражению Поланьи, «загорелся энтузиазмом крестоносного движения, a laissez-faire стал символом воинствующей веры». Превратившись в «организующий принцип» экономики, либеральный порядок начал перестраивать общество по своему образу и подобию. Для Бентама laissez-faire был одним из инструментов социальной инженерии; Поланьи замечает (несколько противореча своему тезису о влиянии промышленной революции), что социальные науки — политическая экономия и законодательство — более успешно изменили общество, чем естественные науки, поскольку выстроили рыночную систему до настоящего триумфа естествознания в конце XIX века. Поланьи указывает на ключевые бентамитские реформы 1830-х и 1840-х годов в Англии: Акт о реформе законодательства о бедных создал конкурентный рынок труда, Банковский акт 1844 года и Билль против хлебных законов 1846 года Роберта Пиля институционализировали автоматический золотой стандарт и международную свободную торговлю. На 1830-е и 1840-е годы пришёлся пик законодательных инициатив, колоссально выросли административные функции государства и бюрократический аппарат; экономический либерализм превратился в глазах утилитаристов в социальный проект, laissez-faire стал самоцелью.
Отчуждаемыми факторами производства, помимо труда, стали земля, в прошлом — передаваемое по наследству имущество элитных слоёв, и деньги, которые ранее являлись единицей обмена и средством сбережения в периоды кризисов. Принятие золотого стандарта коммодифицировало деньги, подчинило их рыночному механизму; однако зависимость бумажных денег от спроса и предложения золота не сочеталась с быстро растущими нуждами промышленности. Коммодификация земли проводилась в три этапа: коммерциализация (огораживания); её использование для нужд городского населения (строительство фабрик на аграрных территориях и др.); расширение во второй половине XX века этой системы на заморские и колониальные территории в интересах Британии и континентальной Европы. Последний шаг, осуществленный через свободную торговлю, окончательно включил землю и её продукты в мировой саморегулирующийся рынок. Поланьи использует сравнительный исторический анализ, утверждая, что все европейские страны, несмотря на различия в идеологиях, прошли через период свободной торговли и laissez-faire — грандиозный проект по достижению полной автономии рынков от национальных правительств, когда саморегулирующийся рынок контролировал труд, землю и деньги в мировом масштабе.

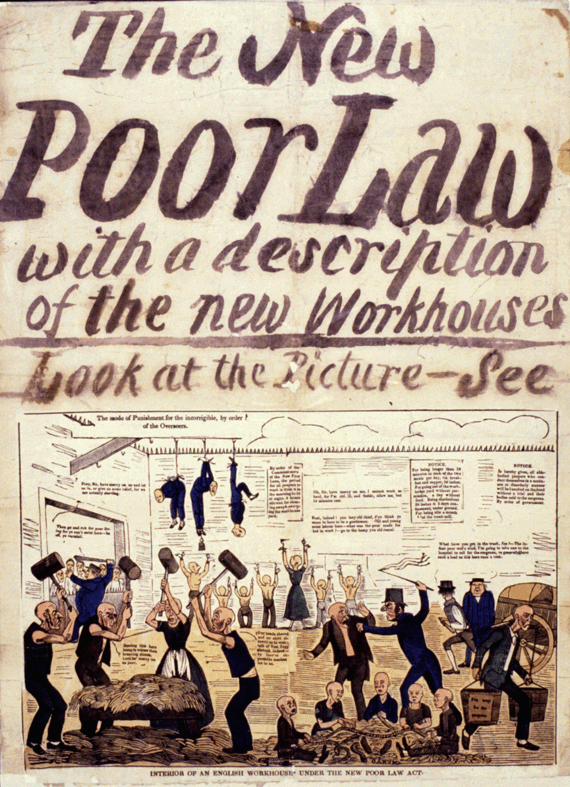
Плакат против Закона о бедных 1834 года

Европейские народы вели борьбу с рыночной логикой начиная с конца XVIII века, пытаясь ограничить рыночный механизм через государственные меры; движение по самозащите общества — «контрдвижение» — противостояло идеологии laissez-faire, социальной и культурной деградации, вызванной коммодификацией. На разных стадиях контрдвижения действовали различные акторы и мотивы. Поланьи выделял три главных этапа: (1) период Спинхемленда (1795—1834), революции в сельском хозяйстве, которая хронологически предшествовала рыночной экономике; главными акторами контрдвижения против коммодификации земли и сельскохозяйственного труда были землевладельцы и простые люди; (2) переходный период, десятилетие после 1834 года, с «лишениями, вызванными реформой Закона о бедных»; (3) третья стадия (1834—1870), частью совпадавшая со второй, период собственно рыночной экономики и наибольшего негативного влияния конкурентного рынка труда. Последовательные победы контрдвижения, особенно усиление рабочего класса с 1830-х по 1920-е годы, ослабили эффективность и власть саморегулирующегося рынка и вызвали ещё больший экономический хаос, кризисы и спады, которые сопровождались новыми витками контрдвижения. Противостояние между протекционизмом и либерализмом, приведшее к «гибельному перенапряжению» и институциональной деформации, осложнялось классовым конфликтом между трудом и капиталом; успех протекционистского движения парадоксально превратил «кризис в катастрофу». Переплетение экономических и политических противоречий привело к Первой мировой войне, а новый период тупика (подобно Спинхемленду) вылился в Великую депрессию 1930-х годов.
В отличие от целенаправленных усилий промышленников и политиков по созданию рыночного общества, контрдвижение было спонтанным и незапланированным, его источником были самые разные партии и социальные слои: «laissez-faire планировался заранее…планирование — нет». За этапом laissez-faire сразу следовало государственное вмешательство в виде антилиберального законодательства. Негативные последствия рыночной конкуренции смягчались расширением регулирования (здравоохранение и страхование, помощь безработным, обеспечение фабричных условий труда, продолжительность рабочего дня, муниципальная торговля, коммунальные сооружения, торговые ассоциации и т. д.). Поланьи отмечает введение компенсации работникам в разных странах — в Англии (1880 и 1997), Германии (1879), Австрии (1887), Франции (1889); учреждение фабричных инспекций — в Англии (1833), Пруссии (1853), Австрии (1883), Франции (1874, 1883).

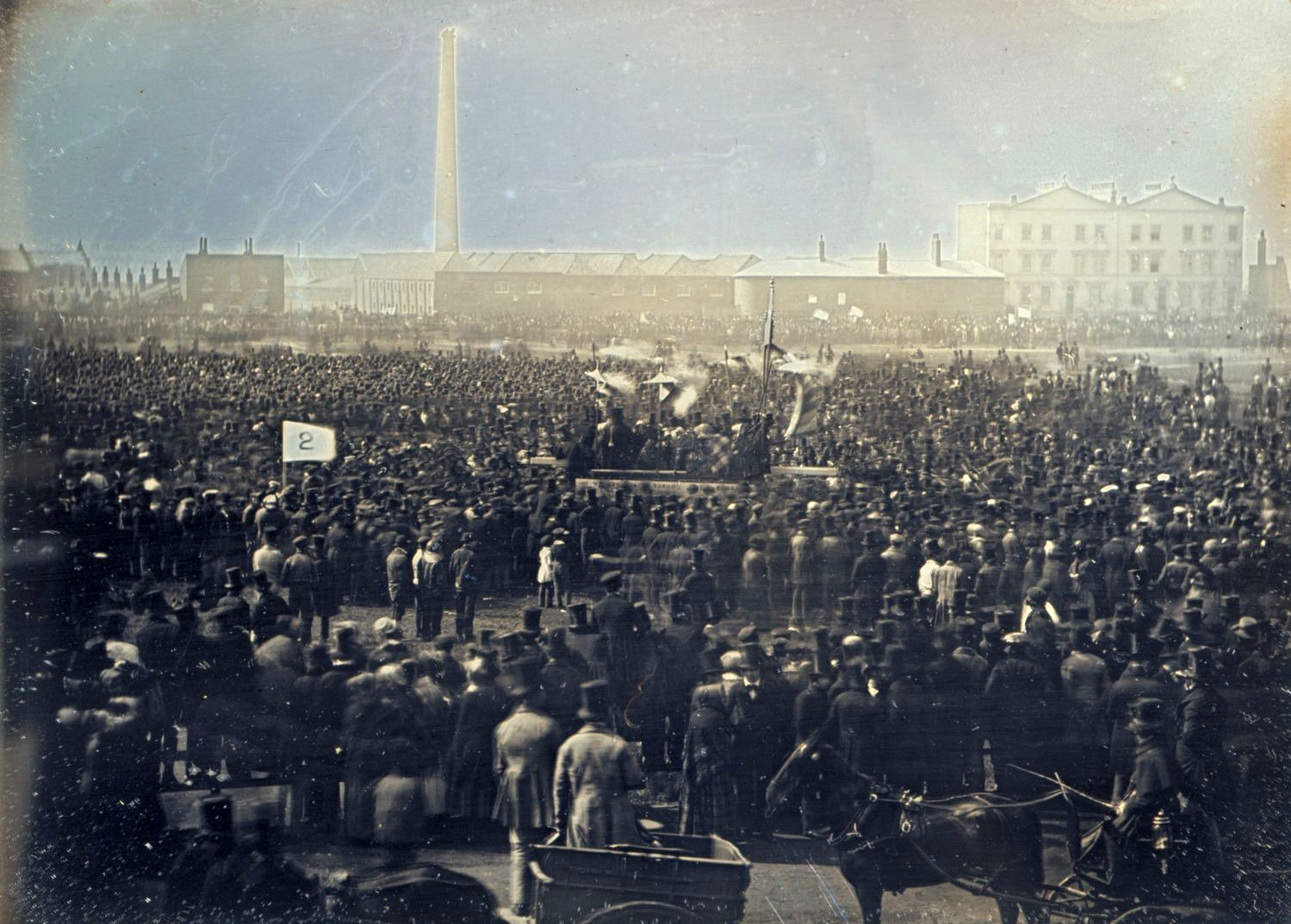
Чартистское собрание (Лондон, 1848)

Формировавшееся рабочее движение являлось главной действующей силой этого процесса, но у рабочего класса были и другие могущественные союзники, зачастую — реакционные или антидемократические силы. Акторы контрдвижения — консерваторы-националисты, феодальные землевладельцы, крестьяне, профсоюзные деятели и социалисты. Отдельно Поланьи упоминал «экзотические» (колониальные) народы, которые пытались спастись от бедствий, причинённых европейской торговой политикой. Эти силы не действовали совместно или синхронно; они защищались от рыночной системы (консервативные движения фермеров или крестьян в периоды кризисов) или нападали на неё (социалистическое рабочее движение). Контрдвижение происходило в викторианской Англии и Пруссии Бисмарка, в Третьей французской республике и Габсбургской монархии. В Англии фабричное законодательство поддерживала часть старой землевладельческой элиты; новаторская социальная политика проводилась в Пруссии. В Бирмингеме муниципальную торговлю инициировал капиталист и диссентер Джозеф Чемберлен (1870-е); в Вене — католик, социалист и антисемит Карл Люгер (1890-е); в Лионе её поддерживал либерал Эдуард Эррио. Фабричные законы в Англии последовательно дорабатывали и консерваторы, и либералы; в Германии — католики и социал-демократы; в Австрии эта роль принадлежала церкви, во Франции, напротив, — антиклерикалам. Несмотря на различные лозунги и мотивы акторов, принятые меры были, в сущности, одинаковыми. Протекционизм в сфере земли Поланьи рассматривает на материале Германии: сельскохозяйственные тарифы помогали крестьянству, уменьшая конкуренцию с импортным продовольствием и ослабляя рыночный механизм. Задача по защите земли объединяла консервативные социальные группы (традиционные землевладельцы, церковь, армия), которые выражали интересы общества и поэтому смогли сохранить и усилить своё влияние, а позднее предложить реакционные решения.

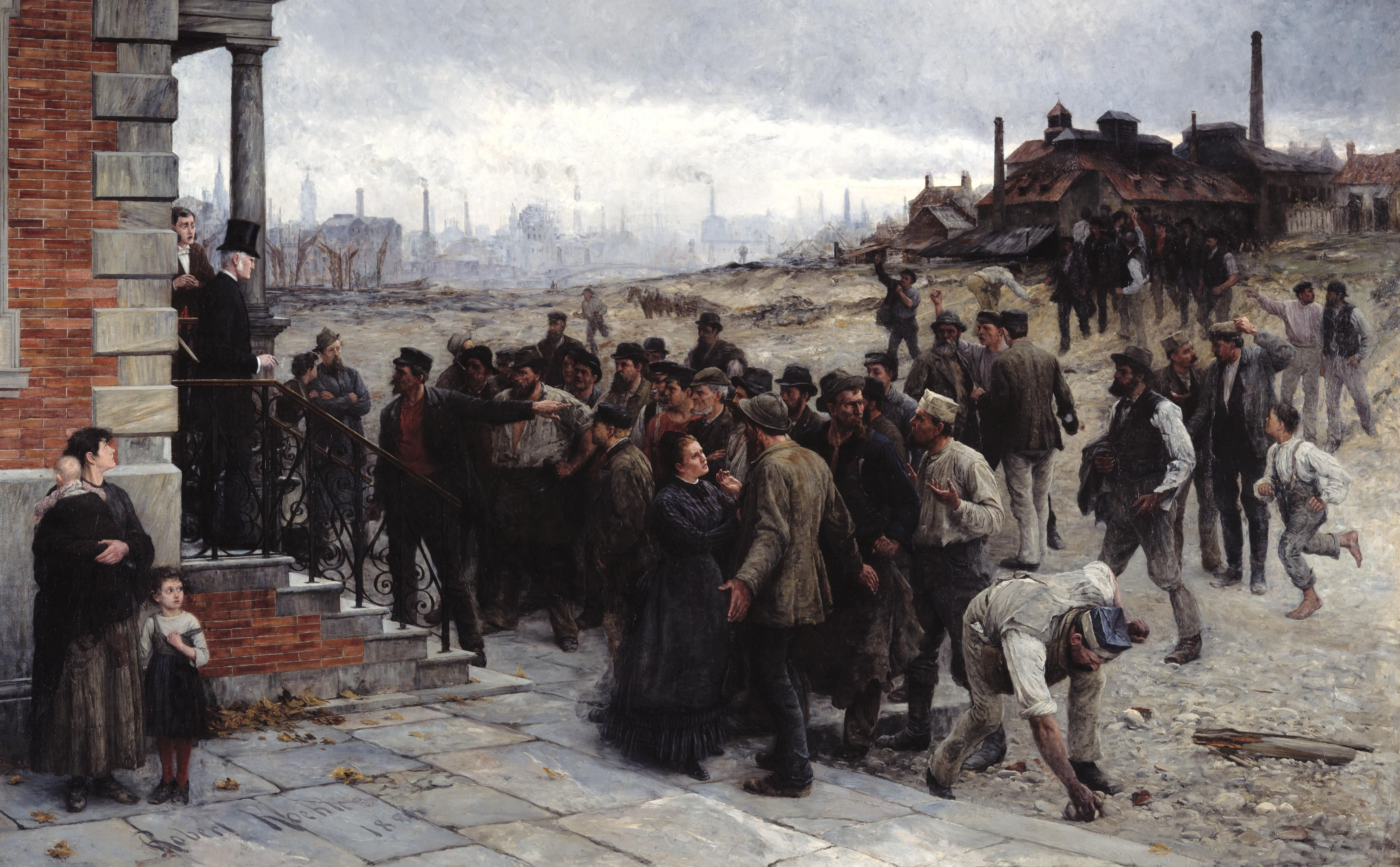
«Забастовка» (Роберт Келер, 1886)

Поланьи был убеждён, что социальное законодательство и профсоюзы влияли на трудовую мобильность и гибкость зарплат (здесь он следовал Кейнсу, который настаивал, что в новых условиях механизм равновесия более не работал), поскольку цель этих институтов и мер заключалась в выведении труда из-под действия рыночного закона спроса и предложения. Во-первых, любое вмешательство в механизм ценообразования (монополии, политика доходов, профсоюзы, налогообложение, социальное страхование и т. д.) ослабляло устойчивость саморегулирующегося рынка и возможности экономического роста; влекло экономический спад и массовую безработицу. Как отмечает Поланьи, невозможно отрицать, что воздействие на бизнес подрывает доверие, конкуренция со стороны общественных работ отрицательно сказывается на бизнесе, а финансовый дефицит угрожает частным инвестициям. Во-вторых, отделение экономики от политики в эпоху демократизации породило противоречия. Эмансипация (избирательные права) и рост политического влияния рабочего класса привели к конфликту между государством и могущественной бизнес-элитой, между политикой и экономикой. В-третьих, пока «в воображении своём XIX в. увлечённо строил либеральную утопию» в глобальном масштабе, усиливались противоречия между экспансией рынка на международном уровне и национальной политикой протекционизма. В реальности управление передавалось национальным институтам, особенно правительствам и центральным банкам. Привязывание денег к золоту неизбежно приводило к резким колебаниям цен, что негативно отражалось на экономике; центральный банк, посредник между внутренней и международной экономикой, смягчал эти последствия, регулируя денежное обращение и кредитную систему. Вмешательство в механизм золотого стандарта превратило центральные банки в средство социальной защиты, они стали частью контрдвижения. Поланьи настаивал:

Централизация банковского оборота превращала автоматическое функционирование золотого стандарта к простой видимости. Она означала, что управление денежными потоками централизуется; саморегулирующийся механизм предоставления кредита заменялся управлением, даже если сам метод не всегда был осознанным и преднамеренным.

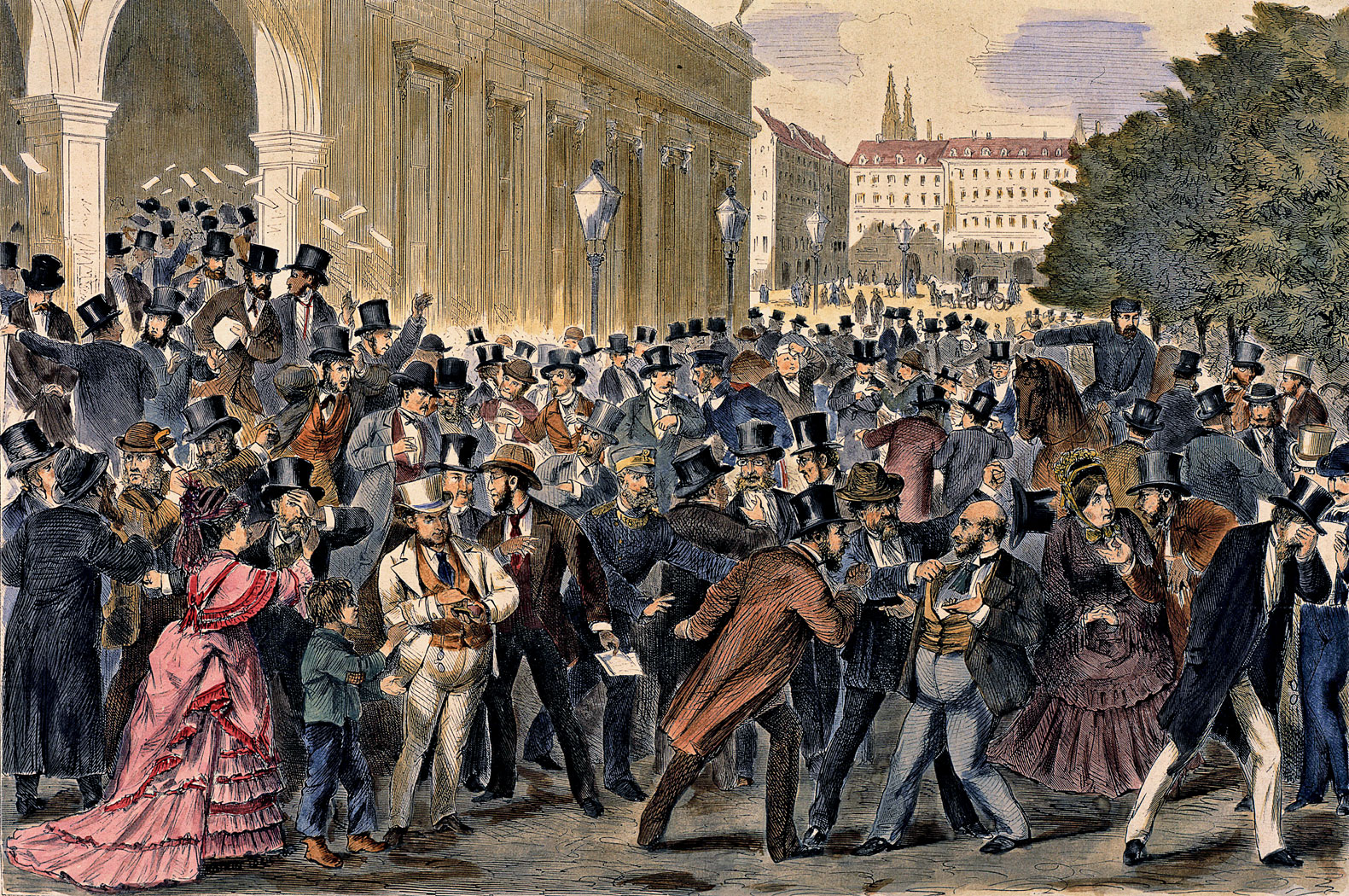
Крах на Венской фондовой бирже 1873 года

Кризис институтов либерального капитализма был частично вызван упадком Британии, превращением гибкой многополярной системы (которая сдерживала эскалацию) в англо-германское соперничество. Однако более важное обстоятельство — защита от негативных последствий золотого стандарта, поскольку его давление на национальные экономики приводило к массовой безработице. Росло общественное недовольство: рабочие протестовали против безработицы, капиталистов не устраивала слабость банковской системы, фермеры боялись снижения цен. Золотой стандарт, свободная торговля и движение капитала требовали рыночного ценообразования внутри страны; этому все больше мешали контроль за капиталом, тарифы и зарплаты. С 1870-х годов государства оказались в тисках между логикой защитного контрдвижения и давлением золотого стандарта — любые правительственные уступки по защите наталкивались на противодействие — и отказались от ортодоксии свободной торговли в пользу протекционистских мер. Как писал социолог Майкл Хечтер, из рассуждений Поланьи очевидно, что главной причиной перехода к протекционизму была депрессия 1870-х годов; этот тезис уязвим, поскольку крах саморегулирующегося рынка можно считать следствием экономической депрессии, а не институционального устройства; Поланьи не обращается к анализу бизнес-циклов. В защиту автора Хечтер указывал, что циклические тренды мировой экономики и в конце XX века были малопонятны. Современные исследователи отмечают, что Поланьи, следуя многочисленной критической литературе, считал золотой стандарт дефляционным механизмом, который усиливал давление рынка через уменьшение количества денег в обращении. Этот подход проецировал черты межвоенного периода (задача международной валютной стабилизации) на XIX век, однако тогда центральные банки занимались внутренней стабилизацией, противодействуя оттоку золота; по меньшей мере в Британии в ранний период золотой стандарт увеличивал предложение бумажных денег.
Ослабление автоматизма золотого стандарта уменьшало его способность влиять на равновесие и ослабляло рыночную систему; создание центральных банков усиливало национализм, поскольку интересы одного государства противоречили интересам других. Эта оценка золотого стандарта не была оригинальной и совпадала с критикой Кейнса, который отмечал противоречие: необходимые для равновесия меры вводятся центральным банками. Новаторство Поланьи заключалось в том, что он увязал противоречие между государственными и международными институтами с конфликтами между капитализмом и демократией и между фиктивными силами и обществом, которое отвечало формированием управляемой национальной экономики. Как отмечал Хечтер, Поланьи выступает как теоретик национализма, подчёркивая международные конфликты, а не классовую борьбу, хотя последняя не отрицается; марксистские и либеральные подходы оставались в рамках интернационализма и не смогли объяснить подъём национализма накануне Первой мировой войны. По выражению Поланьи,

...протекционизм всюду создавал твердый панцирь для образующегося социального организма. Новое целое отливалось в национальное, но в остальном оно было мало похоже на своих предшественников, беззаботные нации прошлого. Средством самоидентификации для этого нового, «ракообразного», типа нации служили национальные валюты, охраняемые особым видом суверенитета, как никогда прежде бдительного и абсолютного... И если теперь, по всеобщему признанию, миром правили деньги, то на деньгах этих стояло национальное клеймо.

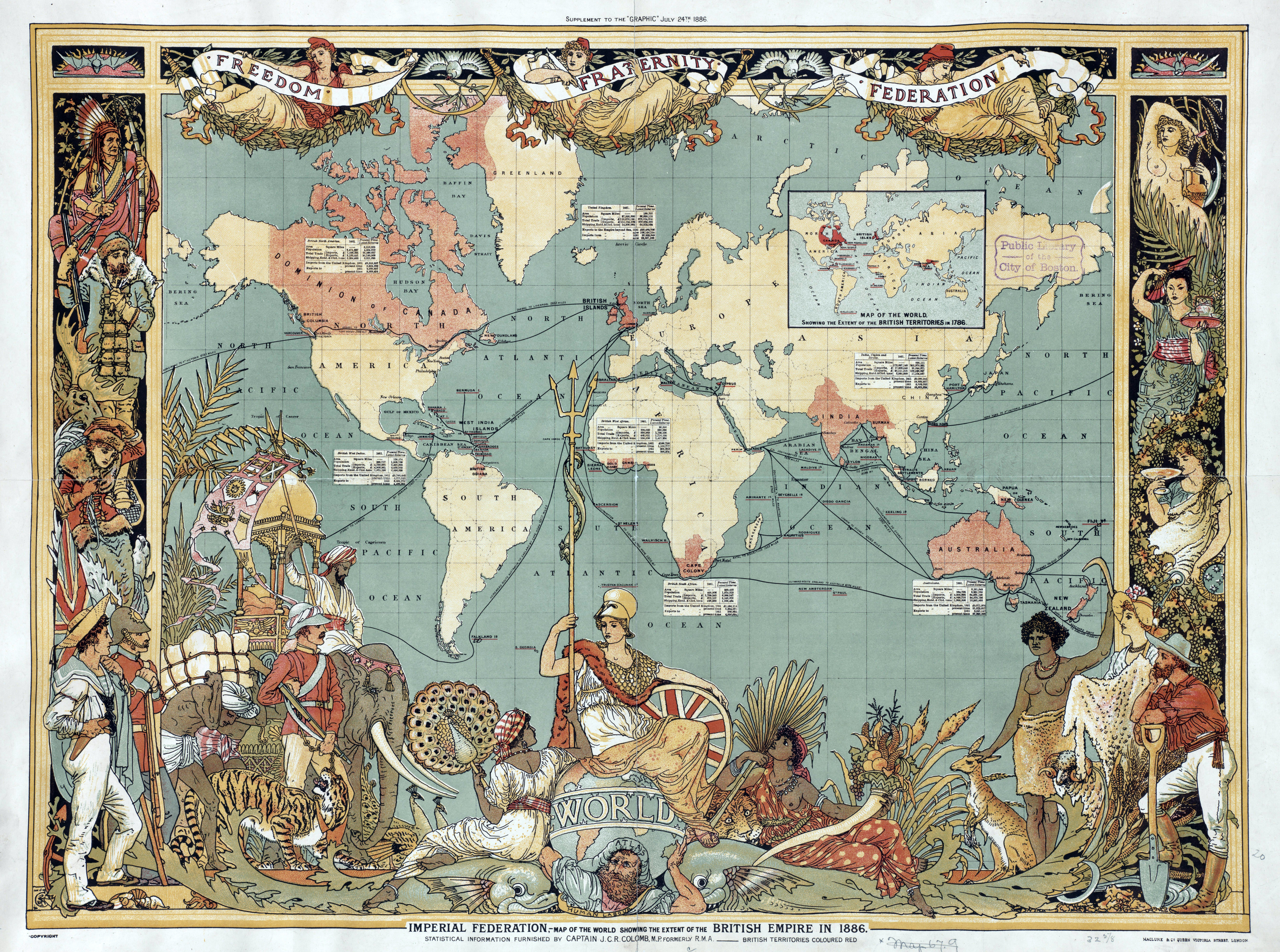
Pax Britannica. Карта 1886 года

Попытка защитить национальные рынки и разрешить внутренние проблемы определила быстрый переход к экономическому империализму (протекционистскому институту par excellence) в последних десятилетиях XIX века. Импортные тарифы одной страны вынуждали другую страну искать рынки в политически незащищённых регионах — Азии и Африке. Прибыльные и защищённые рынки в колониях ограждали метрополии от негативных последствий золотого стандарта; они могли избежать дефляции за счёт золота и других товаров колоний. Хотя империализм способствовал экономическому развитию Индии, он вызвал социальную дезорганизацию, страдания и деградацию. По мере роста внутренних противоречий возрастала глобальная напряжённость, политики одних стран обвиняли политиков других стран во вмешательстве во внутренние дела. На протяжении второй половины XIX века финансовая олигархия — международное банковское сообщество — успешно действовала в интересах мира, чтобы защитить своё положение и прибыли. В конце XIX — начале XX века этот уникальный институт выступал в качестве главного посредника между политическим и экономическим устройством мира; с усилением империалистических конфликтов фактор стал менее значимым. Англо-германское торговое и военное соперничество с 1890-х годов (выражение «ракообразного» национализма) сделало войну неминуемой — система изменчивых альянсов более не работала. Хотя конкретное время начала войны зависело от ряда факторов, Первая мировая война стала неизбежным итогом противоречий цивилизации XIX века.

### «Консервативные двадцатые», «революционные тридцатые»
После Первой мировой войны Великобритания как главный оплот системы золотого стандарта утратила статус гегемона. Поскольку никто не связывал войну с кризисом саморегулирующегося рынка, великие державы решили восстановить систему золотого стандарта (Версальский договор), но эта попытка была обречена. Неминуемый крах золотого стандарта был обусловлен разрушительной попыткой отвязать бумажные деньги от обращения товаров; по мере роста торговых ограничений и сокращения традиционной торговли, международное движение денег, напротив, упрощалось, ускорялось и расширялось. Поланьи отмечает, что и правые, и левые (от большевиков до социал-демократов) не могли представить другой мир; вера в золотой стандарт объединяла Рикардо и Маркса, Милля и Генри Джорджа, Мизеса и Троцкого, Гувера и Ленина, Черчилля и Муссолини. Реставрация обострила противоречие между парламентской демократией и капитализмом: золотой стандарт предусматривал жёсткую экономию, однако рабочие, во многом под влиянием Русской революции, требовали более высокую заработную плату и социальную защиту; на 1920-е годы пришлась одна из самых больших волн стачек в истории. Политическая активность рабочего класса усугубила паралич капитализма — капиталисты не могли противостоять контрдвижению в рамках парламентского правления. Поскольку компромисс между требованиями рабочих и давлением золотого стандарта был невозможен, демократические институты различных стран рухнули, в 1922 году к власти в Италии пришёл Муссолини.

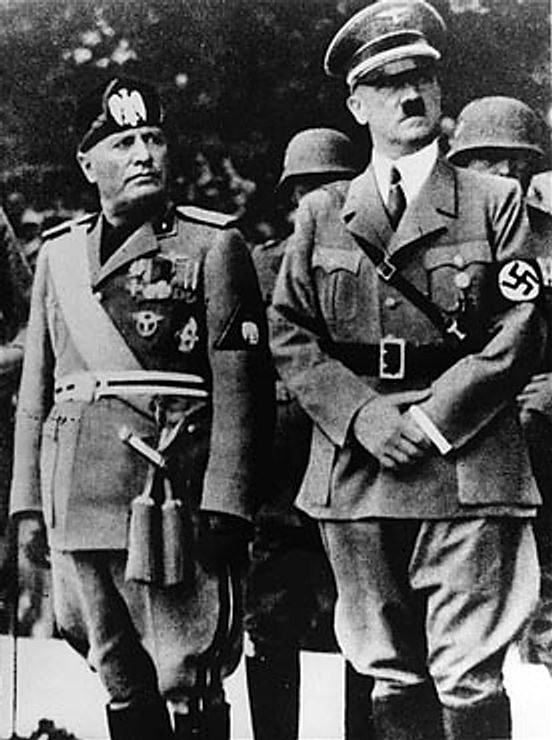
Муссолини и Гитлер (Мюнхен, 1937)

Радикализация 1920-х годов происходила на фоне сложной системы репараций, военных долгов, внешнего финансирования из США. Биржевой крах 1929 года отрезал Европу от американского капитала, что вскоре привело к коллапсу европейских банков. Логика золотого стандарта подпитывала национализм и способствовала политической поляризации в Европе в условиях экономического спада. Великобритания отказалась от золотого стандарта в 1931 году, а США — два года спустя. В разгар Великой депрессии фашистские движения предложили конкретное, хотя и варварское решение противоречий рыночного общества: повсеместно ликвидировать демократические институты. Гитлер порвал с золотым стандартом, взяв под контроль рынки и международные сделки. Хотя фашизм принимал различные формы в разных странах, он произрастал из структуры мировой экономики и имел успех, поскольку предложил выход из тупика либерального капитализма; фашизм — не политическая, а экономическая идеология, пытавшаяся примирить общество и рынок в индустриальной системе, разрешить противоречия рынка через защиту частной собственности и коммерческого оборота товаров и услуг. Либеральная цивилизация рухнула не из-за внутренних противоречий (марксистское объяснение) и не была уничтожена социализмом или фашизмом. Причинами распада стали различные меры, с помощью которых общество спасалось от угрозы уничтожения со стороны саморегулирующегося рынка. По словам исследователя Гарета Дейла, на поверхностном уровне фашизм способствовал краху либеральной цивилизации, но на глубинном уровне второе вытекало из первого. Объяснение фашизма, как и Великой депрессии, — в истоках капитализма. Как отмечает политолог Ханнес Лахер, в этих процессах Поланьи видел трагедию современной истории: попытка общества смягчить воздействие экономики, защита всего, что делает человека человеком, привела к глубочайшим кризисам и социальному коллапсу.
Поланьи был уверен, что 1930-е годы дискредитировали свободный рынок, с уходом западных стран от золотого стандарта протекционизм окончательно победил. Как пишет Дейл, если в XIX веке контрдвижение являлось платформой, которая поддерживала рыночную экспансию, поскольку сдерживала её разрушительные тенденции, то в XX веке оно стало площадкой, на которой рыночная система встретила свой конец. «Консервативные двадцатые», период восстановления золотого стандарта, противопоставлялись «революционным тридцатым», когда появились другие варианты контрдвижения, помимо фашизма, — Новый курс, где рынок был временно укоренён и коммунизм, где он был отменён. Политика Нового курса Рузвельта сохранила демократию, но оградила национальную экономику от мирового рынка; сталинское решение построить социализм в отдельно взятой стране Поланьи связывает с кризисом мировой экономики. Различные ответы на кризис не могли долго сосуществовать без войны — Вторая мировая война стала прямым результатом краха рыночного общества. Хотя автор не высказывался ясно, он, вероятно, считал Новый курс началом перехода к социализму, подчинения экономики демократической политике. Поланьи полагал, что Новый курс продолжится после войны, и надеялся на коренной сдвиг в капиталистических институтах: возникновение государств всеобщего благосостояния, регулирующих движение капитала и масштабы рынков, укоренение экономики в культуре и обществе.

## Социальная теория

### Рыночное общество и фиктивные товары
В рыночном капитализме не было ничего естественного: «простое невмешательство в естественный ход вещей никогда бы не смогло породить свободные рынки». Он был целенаправленно сконструирован через коммодификацию фиктивных товаров, составляющих основу рыночной экономики. Так возникли рыночные институты и обезличенные отношения обмена. Принцип laissez-faire был реализован с помощью государственного вмешательства. Согласно доктрине свободного рынка, экономика радикально отделена от политики; последняя обеспечивает набор базовых правил, которые позволяют рынку автономно функционировать в соответствии с законом спроса и предложения. Значимость политики отрицается, поскольку экономика отождествляется с контрактными отношениями, а последние — со свободой. Это разделение мнимое: государство сыграло главную роль в создании рыночного общества, конституировало ядро экономики через контроль над рынками фиктивных товаров. Согласно Поланьи,

Товары определяются здесь эмпирически как предметы, производимые для продажи на рынке... Однако совершенно очевидно, что труд, земля и деньги — это отнюдь не товары, и применительно к ним постулат, гласящий, что все продаваемое и покупаемое производится для продажи, явным образом ложен. Иными словами, если исходить из эмпирического определения товара, то они товарами не являются. Труд..."производится" не для продажи, а имеет совершенно иной смысл; деятельность эту невозможно отделить от остальных проявлений жизни, сдать на хранение или пустить в оборот; земля — это другое название для природы, которая создается вовсе не человеком, и, наконец, реальные деньги — это просто символ покупательной стоимости, которая, как правило, вообще не производится для продажи...распоряжаясь «рабочей силой» человека, рыночная система в то же самое время распоряжается неотделимым от этого ярлыка существом, именуемым «человек», существом, которое обладает телом, душой и нравственным сознанием. Характеристика труда, земли и денег как товаров есть полнейшая фикция.
Человек и природа не произведены для продажи, однако «рыночная экономика без рынка труда совершенно немыслима». Эта либеральная иллюзия привела к фатальным последствиям. Земля и капитал как объекты не могут иметь своего мнения о собственной цене, однако труд явно располагает таким мнением, что указывает на его фиктивность. Наиболее радикально Поланьи утверждает, что деньги не произведены для продажи, поскольку являются бумагами, которые выпускаются в обращение банковской системой; деньги в первую очередь — символический знак и средство платежа, а не обмена, как считалось в либеральной рикардианской традиции. Деньги превратились в глобальный фиктивный товар, поскольку, во-первых, приняли и бумажную, и товарную (золото) форму; во-вторых, оказались в сфере политики в силу централизации банковских операций. Поланьи разграничивает фиктивные товары и товарный фетишизм Маркса, который занимался стоимостью в экономическом смысле.

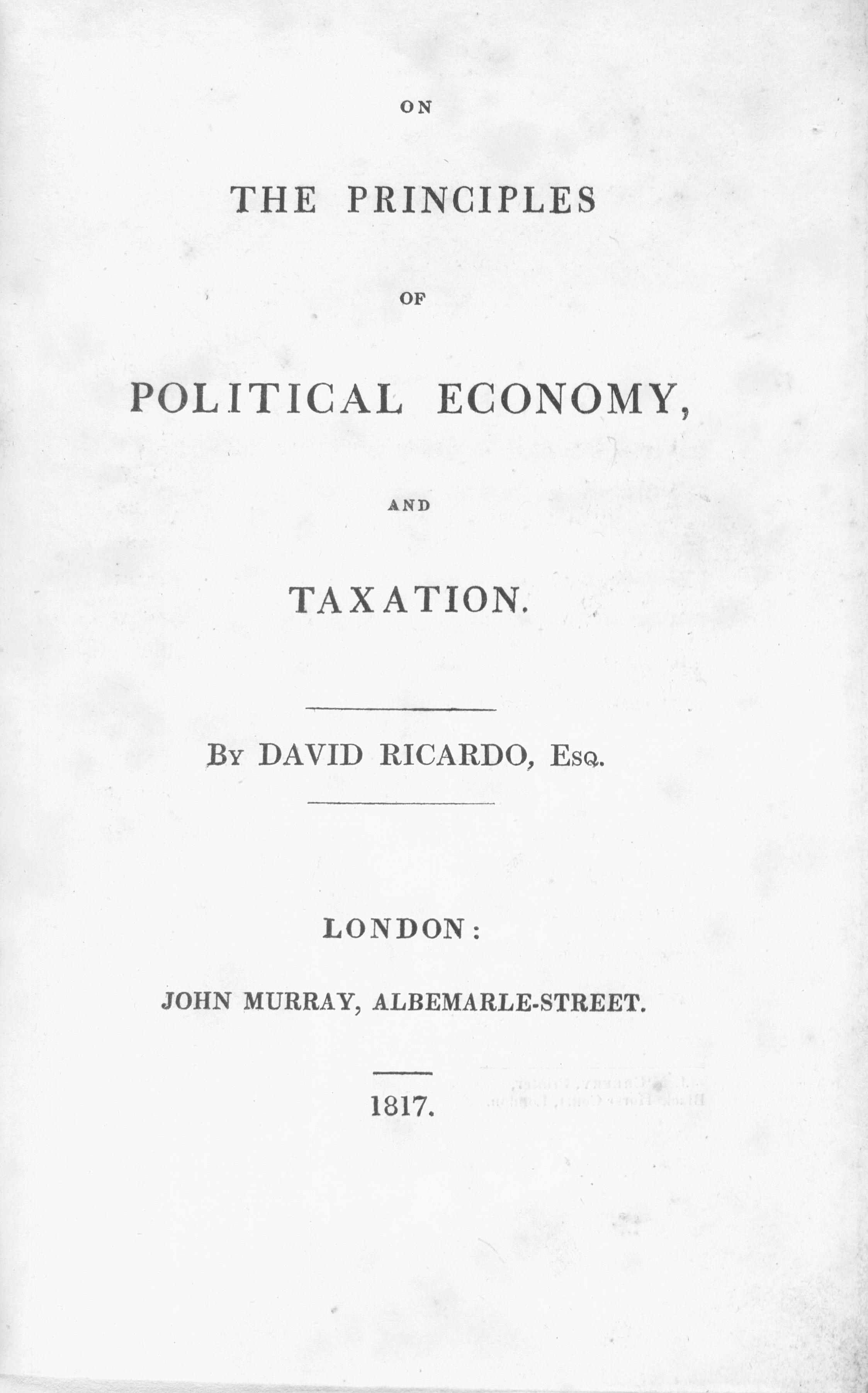
«Начала политической экономии и налогового обложения» (Рикардо, 1817)

Поланьи использует теорию фиктивных товаров для критики классической политэкономии и её наследников-неоклассиков: видение саморегулирующегося рынка основывается на фикции, описывает то, чего на самом деле не существует. Коммодификация приводит к ограниченности ресурсов: индивиды, чтобы выжить, вынуждены следовать рыночным правилам формальной рациональности. Мотив пропитания заменяется на мотивы голода и прибыли, конституируется обособленный от других социальных отношений экономический процесс. Коммодификация в планетарном масштабе (первоначально — в Европе и Северной Америке) базовых элементов производства, обмена и финансов — земли, труда и средств платежа — результат веры в химеру; эта утопия выражается в «законе конкуренции», приписывает воображаемую «экономическую» стоимость правам собственности и продуктам труда. Фиктивные товары, следовательно, — псевдорынки, которые возникли благодаря государственному вмешательству.
По определению Поланьи, рыночная система контролируется, регулируется и управляется рынками, саморегулирующийся механизм полностью обеспечивает производство и распределение товаров на принципах эффективности и ограниченности ресурсов. Рыночная модель требует монопольной роли обмена как принципа интеграции экономических процессов — другие социальные модели не обладали институциональной автономией, а ограничивались религиозными, политическими или военными функциями. Рынок, напротив, нацелен на поглощение социальных, культурных и духовных форм. Экономический интерес не терпит ограничений, функционирование рыночного механизма не должно ограничиваться внешним вмешательством; экономика более не укоренена в системе социальных связей, которые укореняются в экономику, «общество должно быть устроено таким образом, чтобы обеспечивать функционирование этой системы согласно её собственным законам» и превращается в «придаток рынка». Общество теперь воспроизводится через рынок и зависит от способности собственников удовлетворять желания и потребности и от умения наёмных работников зарабатывать на жизнь. Поэтому современная рыночная экономика уникальна и «может функционировать только в рыночном обществе». Экономический детерминизм присущ только капитализму, когда экономика становится базисом общества. Этот тезис, по выражению политолога Питера Линдси, «незаметно, но существенно» отдаляет Поланьи от марксизма (к краху капиталистической экономики приведут её внутренние противоречия — отношения труда и капитала). Поланьи не отрицал экономическую эффективность рынка, как и эксплуатацию (Маркс), но подчёркивал дегуманизирующее воздействие рыночной системы, отрыв человека от социокультурной идентичности, от матрицы его существования. Акцент на эксплуатации воспроизводит «экономическое суеверие» и скрывает более важную проблему «культурного вырождения», культурной катастрофы. «Неизбежное» крушение рыночной экономики следует из того, что логика коммодификации отрицает человеческое достоинство: она способна «лишить личность естественных человеческих свойств», грозит «уничтожением естественной среде существования человека» и является «бедствием для бизнеса».

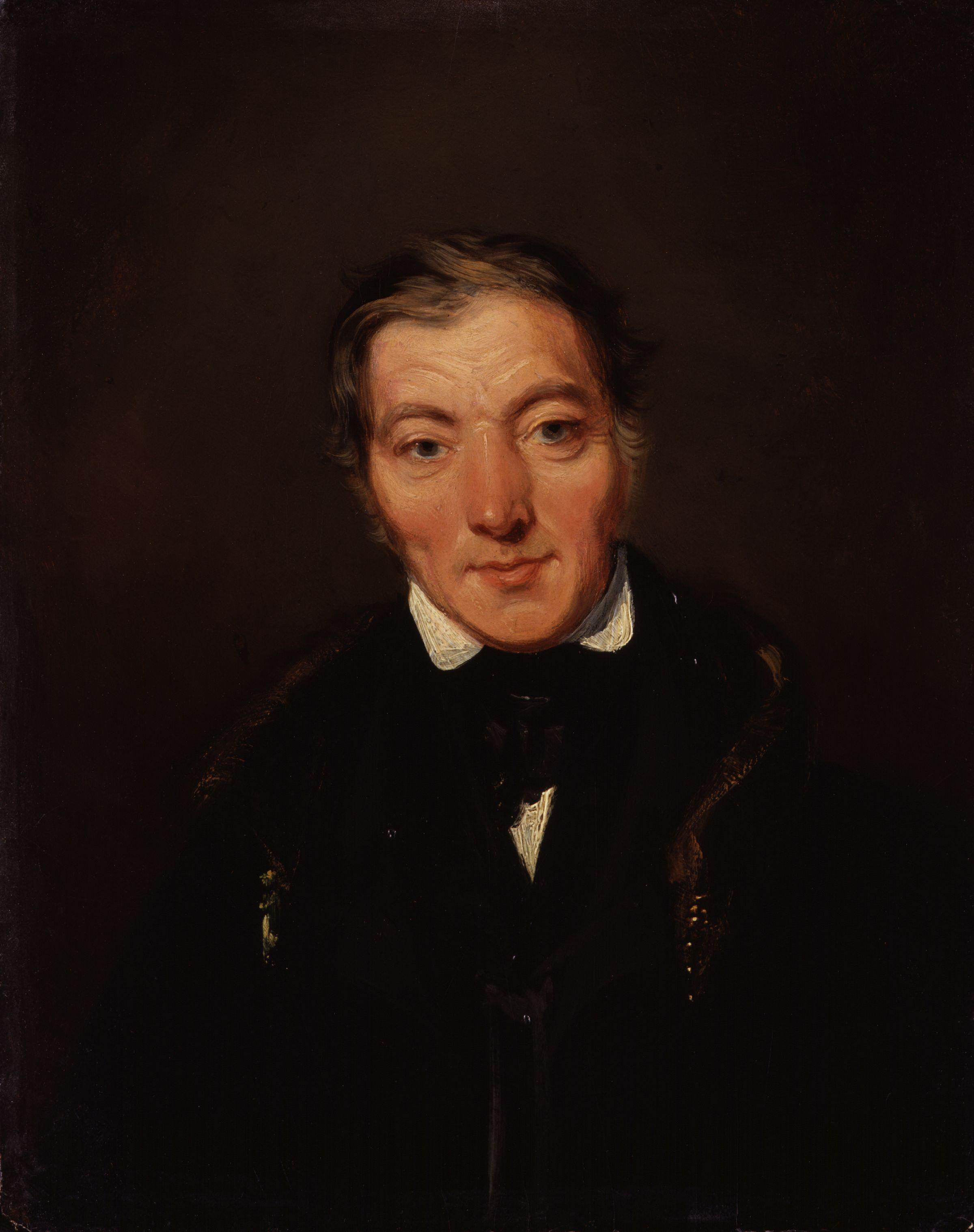
Роберт Оуэн (1834)

Антагонистический или соревновательный элемент между сторонами рыночных отношений (приобретение любых возможных товаров по минимальной цене) исключает интеграцию общества или социальную солидарность. Ни один социальный порядок не может долго выдерживать высвобождаемую рыночным обществом яростную конкуренцию; товарные фикции, рыночные принципы ограниченности ресурсов и эгоизма разрушают общество. Разукоренение экономики и построение рыночного общества привели бы к катастрофическим последствиям; это общество утопично, поскольку структурно невозможно: оно не способно обеспечивать условия собственного воспроизводства и приводит к социальным издержкам его политической поддержки. Вопреки представлениям о саморегуляции, рыночный механизм требовал постоянного вмешательства. С одной стороны, его приходилось ограждать от воздействия извне, от тех, кто пытался сохранить «свой социальный статус, свои социальные права, свои социальные преимущества». С другой стороны, «даже само капиталистическое предприятие надо было защищать от неограниченного воздействия рыночного механизма», ограничивать стремление к прибыли у самих капиталистов. На взгляд Поланьи, первым культурное противоречие в капитализме заметил Роберт Оуэн — противник Мальтуса и Рикардо, землевладелец и просвещённый буржуа, стоявший у истоков британского рабочего движения. Он отстаивал альтернативную организацию промышленного производства на основе взаимоуважения и кооперации. Оуэн был не утопистом, а реалистом, который предвидел возможность «огромных и долговременных бедствий» от воздействия «разрушительных сил» и первым понял необходимость социетальной защиты с помощью законодательства и регулирования. Регулируемый капитализм внутренне нестабилен: любое вмешательство угрожает не только хрупкому рыночному равновесию, но и всему материальному производству и обществу, которые зависят от рынка; любые ограничения прибыли собственников негативно влияют на социальную жизнь. Экономические кризисы являются следствием социокультурных кризисов, социального и культурного опустошения, причинённого рынком, однако они происходят при вмешательстве в рыночный механизм и отражаются в обществе, создавая напряжённость в политических институтах.

### Двойное движение
Двойное движение — это взаимодействие между силами, которые способствуют возникновению и экспансии рыночного общества, и одновременной реакцией на него — противоположным процессом или контрдвижением. Контрдвижение — не столько экономический, сколько культурный или социальный процесс; Поланьи иногда противопоставляет попытки слепых «экономических улучшений» защите «жилища». По определению Поланьи,

Его можно представить как действие в обществе двух организующих принципов, каждый из которых ставил перед собой специфические институциональные цели, опирался на определённые социальные силы и использовал характерные для него методы. Одним из них был принцип экономического либерализма, стремившийся к созданию саморегулирующегося рынка, опиравшийся на поддержку торгово-промышленных слоев и в качестве своих методов широко использовавший laissez-faire и свободную торговлю; другим — принцип социальной защиты, имевший своей целью охрану человека, природы, а также производственной организации, опиравшийся на неодинаковую поддержку тех, кого пагубное влияние рынка затрагивало самым непосредственным образом — прежде всего, но не исключительно, рабочих и землевладельцев, — и использовавший в качестве своих методов протекционистское законодательство, союзы с ограниченным членством и другие инструменты вмешательства.
Двойное движение рассматривали в контексте функционализма Дюркгейма и гегельяно-марксистской традиции, считали метафорой классовой борьбы или, напротив, обозначением объединения противоборствующих социальных групп. Дейл резюмирует критику концепции: во-первых, она слишком общая и тавтологичная, поскольку контрдвижением или защитным ответом оказывается любая борьба за справедливость и равенство против экономической выгоды; во-вторых, рассматривая либеральную рыночную экономику, Поланьи игнорирует другие формы капитализма (регулируемый, корпоративный, государственный, развивающийся), не объясняет их внутреннюю динамику; в-третьих, двойное движение сохраняет дихотомию искусственный либерализм — естественный протекционизм, неявно постулирует натуралистический детерминизм в описании краха рыночного общества и, как отмечали многие критики, функционализм в объяснении стихийности контрдвижения. «Налёт функционализма» (по выражению социолога Роналдо Мунка) не проясняет отношения власти, приводит к «сверхсоциологизму» и не позволяет описать, как именно действует контрдвижение. Как полагает Дейл, поскольку «общество» стремится к естественному состоянию единства и естественным образом сопротивляется искусственному рынку, то функциональное объяснение неизбежно. Поланьи упрекали в волюнтаризме — он переоценил влияние экономических идей на возвышение и падение либерального капитализма. Отмечалось, что Поланьи акцентировал не цикличность или колебания, а конечный пункт или «конец истории». Односторонность процесса противоречила направленности поланьевского анализа и сближала его с либеральными авторами, считавшими рыночное общество концом истории (возможно, Поланьи оставался под влиянием марксистской концепции кризисов). Впоследствии процесс часто трактовался как циклический, как «великое колебание маятника» (в терминах Дейла), а не как «великая трансформация». Дейл резюмирует логику книги:

У — Р — У, где У и Р обозначают, соответственно, укоренённое и разукоренённое общество. Новая форма общества, У, представляет конец истории, в котором рыночные элементы, появившиеся, чтобы доминировать в XIX веке, были интегрированы в регулируемый синтез (или были сняты в нём).
Философ Грегори Баум, полемизируя с функциональными трактовками, считал двойное движение исторической тенденцией, которую можно эмпирически увидеть. Политолог Марк Блайт отмечал убедительность эвристического подхода Поланьи, однако относил двойное движение к статическим или структурным объяснениям институциональных изменений: социальные агенты, руководствуясь структурно заданными интересами, реагируют на самоочевидные кризисы. Этой концепции присущи слабости статических моделей — логика post hoc ergo propter hoc и непрояснённость каузальных связей; Поланьи не учитывал фактор неопределённости и влияние экономических идей на форму и содержание изменений.

### Свобода в сложном обществе

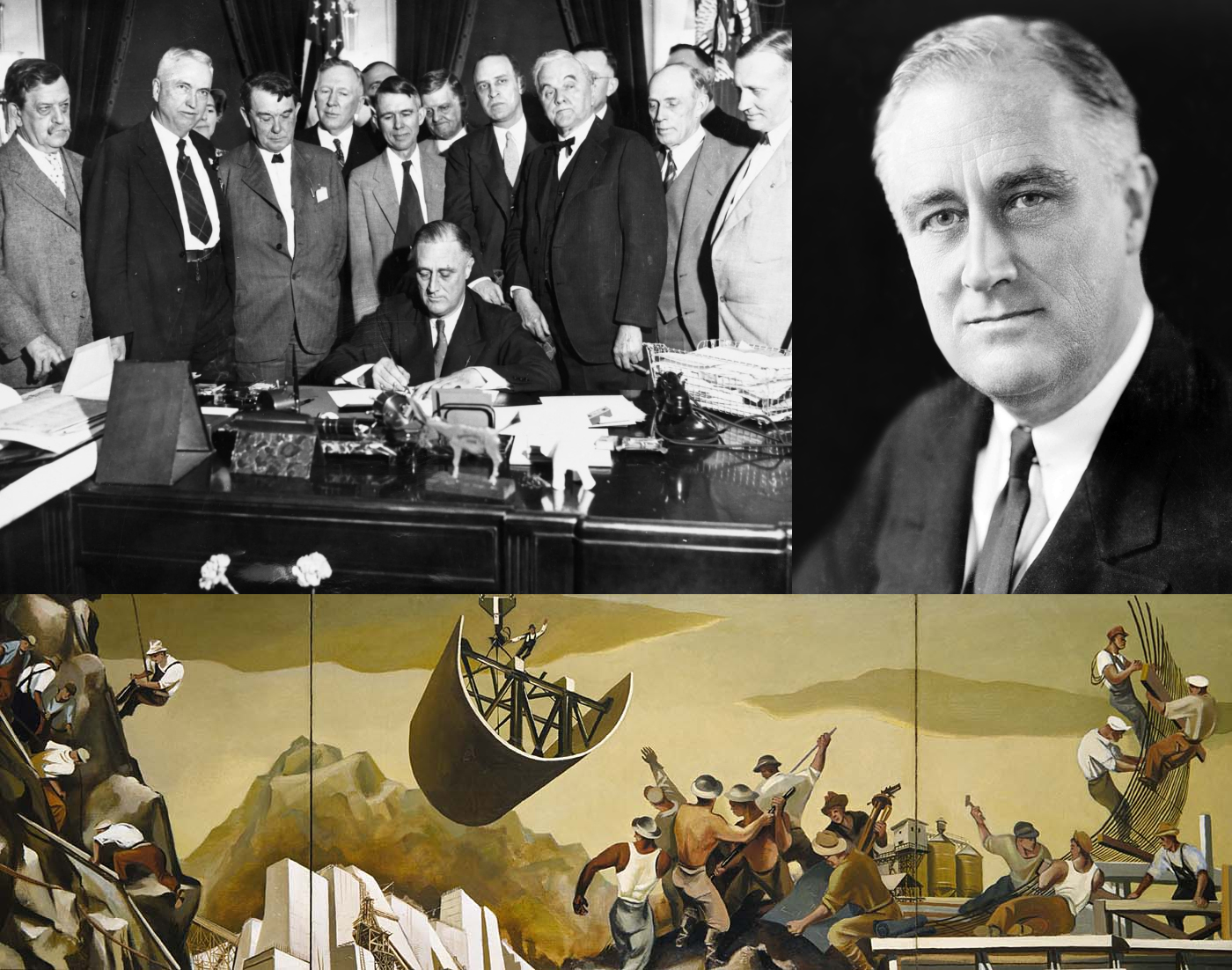
Политика Нового курса (коллаж)

В конце книги Поланьи отмечает, что власть и принуждение неустранимы из общественной жизни, обратное утверждение — иллюзия рыночной экономики — исходит из ложного представления о возможности существования общества на основе лишь человеческих желаний. Власть необходимо ограничивать демократическими механизмами и участием. Взаимосвязь между либеральной экономикой и возвышением фашизма указывает на ошибку: Поланьи атакует идею, что рынок неотделим от частной собственности и индивидуальной свободы. В этой схеме смешиваются способы движения товаров и присвоения, частное владение и другие формы собственности соответствуют специфическим категориям рынка. Поланьи, напротив, строго разграничивает движение товаров и услуг и владение ими; рыночный оборот сочетается с личной свободой и политическим угнетением, он совместим с разнообразными формами присвоения. Социализм — это свойственное индустриальной цивилизации стремление преодолеть границы саморегулирующегося рынка и подчинить его демократическому обществу. В последней главе автор, ссылаясь на Оуэна, пишет об «открытии общества», о «реальности общества», хотя не даёт точных определений. В 1930-е годы на кону стоял «сам смысл свободы»; конец рыночной экономики, возможно, является «началом беспрецедентной свободы», поскольку завершает безумие XIX века — приравнивание свободы к частной собственности и свободному предпринимательству. Поланьи пишет, что принятие реальности общества придаёт человеку мужество и стойкость, чтобы покончить с любой несправедливостью и несвободой. Личная свобода — свобода от голода и страха — обеспечивается законодательством, планированием, судами по трудовым спорам, гарантированной занятостью. Это понимание свободы Макклоски и Хиджибу характеризуют как христианский стоицизм. Конец рыночного утопизма не разрешает противоречие между индивидуальной свободой и реальностью общества, поскольку человечество остаётся в индустриальной цивилизации, в сложном обществе: для обновления политики нужны альтернативы, которые бы примирили «знание о смерти, знание о свободе и знание об обществе».
Личная свобода для Поланьи — это способность жить этической жизнью. Коллективная свобода возможна, если люди освободятся от скрытых сил, которые детерминируют их существование. Либеральная свобода выбирать вообще не свобода, в лучшем случае — свобода проиграть; эта позиция противопоставляет его Хайеку (а также Фридману и Берлину), что, отмечает Линдси, является вариацией распространённого спора в политической мысли, начиная с Руссо и Гоббса. В основе научного исследования «Великой трансформации», согласно Бауму, лежал этический призыв к солидарности и ответственности (традиция Канта и Гегеля), уважению к природе. Человек не рассматривался как максимизатор полезности (Локк, утилитаризм и мейнстримовая экономика), который борется за самосохранение и самопродвижение, а как духовное и культурное существо, наделённое личной и коллективной свободой.

### Идейные связи и теоретические традиции
Главным эксплицитным источником книги часто называются работы Вебера по экономической истории: «экономическая деятельность человека, как правило, полностью подчинена системе его социальных связей», интерес к материальным благам вторичен. Веберовские темы прослеживаются в критике марксизма: классовые интересы не способны объяснять долгосрочные социетальные изменения. Поланьи следует Веберу в его типологии концептов рациональности, что позволяет разграничить экономическое и социальное действия (достижение целей с помощью практического расчёта и ценностно обусловленные). Тем не менее логика рассуждений Поланьи не совпадает с веберовской. Как отмечают политолог Антонино Палумбо и социолог Алан Скотт, Поланьи более радикально отвергает материализм, отказываясь от любого подчинения политики экономике. Учёный трактует нарратив Вебера о постепенной рационализации в модерне в духе пессимизма Ницше, с акцентом на господстве.
Социологи указывали на влияние Дюркгейма и близость «Великой трансформации» к работам его школы, несмотря на отсутствие ссылок. Дюркгейм тоже обращался к органическим и системным метафорам, подчёркивал моральный кризис и разрушение традиционных норм и ценностей, привнесённые рыночной экономикой; его концепция аномии близка «культурному вакууму» Поланьи. Дюркгейм пытался уменьшить негативные последствия социальных изменений с помощью нормативных предписаний. Отмечается, что Поланьи, в отличие от Дюркгейма, не учитывал источники морали и социальное производство смысла — его трагический нарратив исходил из безвозвратной утраты «устроенности» домодерного сообщества.

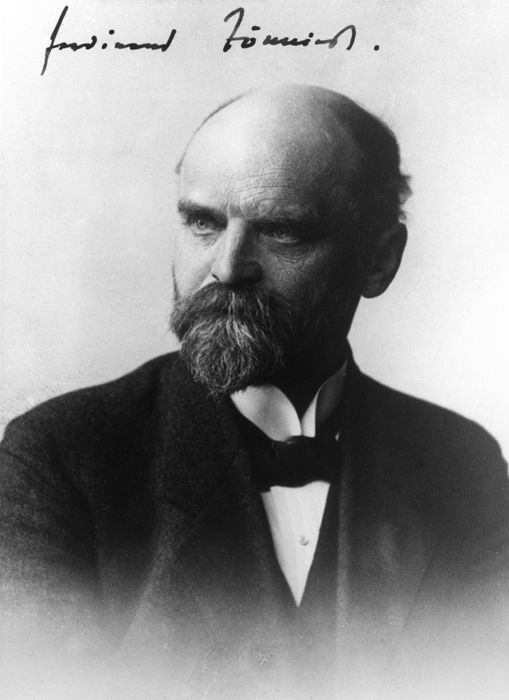
Фердинанд Тённис

Отмечалась близость или зависимость поланьевской критики «экономизированного» рыночного общества от схемы Фердинанда Тённиса «общность и общество» — победы общества над общностью, атомизации и личного интереса — над человеческими связями, укоренёнными в институтах родства и религии. Дейл, отрицая влияние Дюркгейма, видит в «Великой трансформации» описание трагического и неизбежного перехода от крестьянской (естественной или органической) общности к коммерческому (абстрактному и искусственному) обществу. Концепцию Тённиса можно трактовать как в историческом (хронологический переход) смысле, так и в структурном (общность и общество сосуществуют). С этой точки зрения, дихотомия разукоренение — укоренённость не вышла за рамки схемы Тённиса, сохранив её противоречивость — для Поланьи укоренённость являлось методологической аксиомой о зависимости любой экономической деятельности от социальных институтов; как и у Тённиса, в «Великой трансформации» сознательно смешивались эмпирическое историческое описание и аналитический концепт, или идеальный тип. Если для Дейла контрдвижение возвращает к общности, то социолог Майкл Левьен полагает, что речь идёт о социальной защите и интеграции на другом уровне, аналогично преодолению аномии в органической солидарности Дюркгейма или более высокой стадии развития в марксовом коммунизме.
Тённиса или Маркса обычно называют источниками концепции фиктивных товаров . Если Дейл отрицает оригинальность Поланьи, то Левьен указывает, что его концепция намного шире — Тённис не называл деньги и землю фиктивными, считая, что трудовой договор мистифицирует истинный источник стоимости. Согласно исследователю политической экономии Мэттью Уотсону, в моральной концепции фиктивных товаров Поланьи-антрополог вопреки «формальному» Марксу («Капитал») конкретизировал абстрактные размышления раннего Маркса об отчуждении — влиянии капиталистической экономики на автономию личности. Отмечается, что концепции Маркса и Поланьи сходны, но имеют разные основания: первый понимал товар как социальное отношение, второй рассматривал товар как объект или вещь; по оценке Дейла, концепция Поланьи овеществляла социальную реальность. Поэтому для Поланьи, в отличие от Маркса, товарное производство возможно без коммодификации рабочей силы.
Вопрос о влиянии Маркса является дискуссионным; одни авторы подчёркивали автономность работы от марксизма (антиматериализм Поланьи), другие отмечали переклички с его идеями. Разрыв с марксизмом означал отказ от «экономического» Маркса в версии Второго интернационала, производительные силы и производственные отношения находятся на периферии работы. Поланьи использовал марксистскую терминологию (рабочий класс и буржуазия), но не редуцировал классы к экономическим интересам, рассматривая их как социальные конструкты, культурные, а не экономические институты. Как пишут Блок и Сомерс, в книге место социальных классов занимают три социальные субстанции — земля, деньги, труд. Большая часть работы, пишет Уотсон, выстроена вокруг абстрактного (марксового) понятия экономики, поланьевская реконструкция истории идей сближается с марксовой проекцией рикардианской традиции на дорикардианскую экономику, особенно в отношении Смита. С этой точки зрения, Поланьи, как и Маркс, был ограничен рикардианской рамкой. Поланьи приписывал Смиту видение гомо экономикуса, в своей трактовке «Богатства народов» не учитывая антропологию, хотя для обоих авторов человек не сводился к экономической мотивации, а рыночные отношения требовали определённой модели социального воспроизводства. Поланьи следовал редукции Марксом смитовской меновой стоимости к идее саморегулирующегося рынка.
Блок и Сомерс считают, что концептуальная рамка исторического анализа «Великой трансформации» — холизм в духе «тотальной истории» Марка Блока, анализ структурных и культурных связей между всеми элементами социального целого, без приоритета того или иного аспекта. Согласно их реконструкции, в 1930-е годы проект будущей книги сближался с гегельянским марксизмом, с работой Лукача «История и классовое сознание». Поланьи связывал политику и экономику в марксистском духе (производительные силы и производственные отношения). Марксистская рамка определяла содержание и структуру набросков и в конце 1941 года, после переезда в Беннингтон. Приступив к написанию, учёный отошёл от марксизма — к 1943 году в его размышлениях произошёл «теоретический сдвиг». Экономический детерминизм уступил место более открытым концепциям истории и политики. Автор торопился закончить рукопись в 1943 году (одна из причин спешки — Поланьи надеялся повлиять на дебаты о политическом устройстве послевоенного мира) и не успел переработать текст и чётко концептуализировать. Наметив концепцию «всегда укоренённой» экономики, Поланьи не смог её теоретически разработать и дать определение, поскольку это было слишком большое отклонение от начальной точки. Отсюда сумбурность и противоречивость «Великой трансформации», которая сочетает исходную позицию с теоретическими новшествами. Лахер критикует тезис о теоретическом сдвиге по пяти пунктам. Во-первых, Блок и Сомерс преувеличили степень незавершённости и противоречивости «Великой трансформации», влияние сроков написания и недовольство автора результатом. Архивные свидетельства подтверждают, что Поланьи торопился, однако нет оснований предполагать особенную спешку. Письма и заметки указывают на целостность и завершённость работы, хотя автор позднее критически высказывался о последней главе. Во-вторых, «беннингтонские инновации» составляли ядро размышлений учёного в 1930-е годы. В-третьих, британский период (1933—1940) не был связан с марксистской диалектикой. В-четвёртых, христианский социализм Поланьи не имел отношения к марксизму и гегельянским марксистам. В-пятых, рассуждения в последних главах книги о власти и принуждении не веберовские, а вытекают из авторской версии христианского социализма.

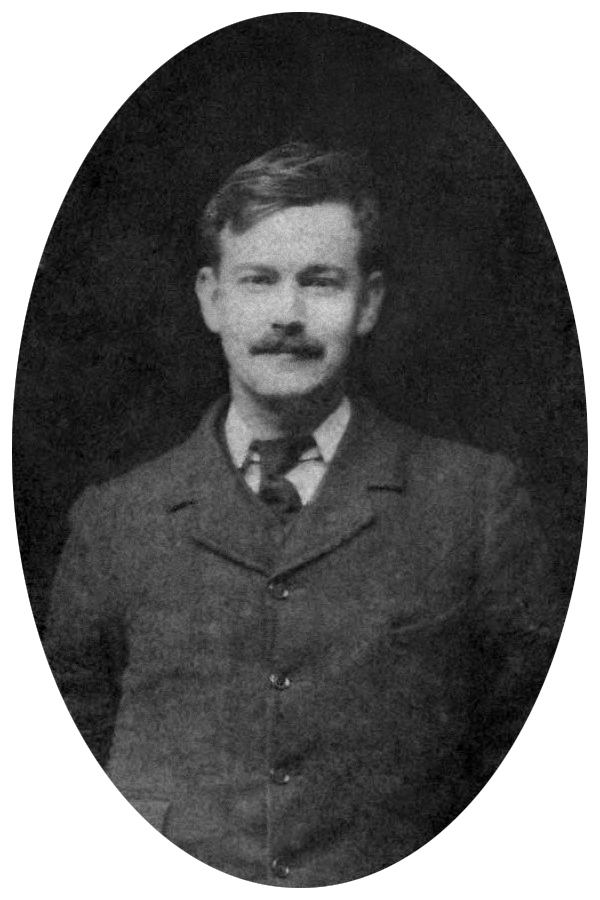
Ричард Генри Тоуни

Исследователь Тим Роган помещает «Великую трансформацию» в традицию моральной критики капитализма и утилитаризма наряду с работами таких «моральных экономистов», как христианский социалист Ричард Тоуни («Религия и подъём капитализма», 1926) и марксист Эдвард Томпсон («Становление английского рабочего класса», 1963). Этих авторов объединяла общая задача — развенчать ортодоксию утилитаризма и описать и артикулировать формы солидарности (которые отсутствовали в социальной теории) на основе альтернативной эссенцалистской концепции человеческой природы, внеэкономического человека; так возникла парадигма моральной экономики. Поланьи, как и Тоуни до него и Томпсон вслед за ним, пытался отстоять идею неизмеримой ценности личности за рамками утилитарного расчёта. В осмыслении проблемы социальной солидарности в эпоху промышленной революции Поланьи следовал терминологии Тоуни («традиция», «обычай» и др.). Как полагает Роган, в поисках замены теологических предпосылок концепции личности Тоуни на секулярные Поланьи первоначально обратился к антропологии раннего Маркса. При написании книги он, однако, отказался от марксистских оснований и нашёл альтернативу у Адама Смита, которого интерпретировал в духе антиутилитаризма и гуманизма, отделив его от последующей традиции XIX века. По Рогану, в «Великой трансформации» автор посчитал излишним выработку концепции человеческой природы, его социалистический гуманизм акцентировал «веру в историю». Взгляды Поланьи сравнимы с позициями коммунитаристов, которые, атакуя «процедурную республику» либерализма и его невнимание к ценностям, отрицают онтологическую фрагментацию человеческой жизни. Как и Поланьи, современный коммунитаризм постулирует онтологическую и нормативную цельность жизни личности и предлагает подчинить экономическую деятельность более глобальному нарративу.
В качестве исторического диагноза своего времени книгу сравнивают с такими разными работами, как «Истоки тоталитаризма» Ханны Арендт, «Государство масс» Эмиля Ледерера, «Диалектика Просвещения» Адорно и Хоркхаймера (сходство в описании краха либеральной цивилизации), «Свобода и порядок» Эдуарда Хеймана. Все эти авторы исходили из исторической перспективы, развивали методологию социальных наук и переопределяли отношение между экономикой и политикой; акцентируя цивилизационный разрыв 1930-х годов (приход фашизма), искали интеллектуальные основания фашизма в XIX веке. Дейл считает книгу характерным образцом многочисленной литературы периода Великой депрессии, включая классические работы Карла Маннгейма, Шумпетера и Питера Друкера; особенность «Великой трансформации» — тезис о рыночном утопизме как причине кризиса и политического радикализма. Как и представители Франкфуртской школы, Поланьи критиковал, но не отвергал Просвещение.

#### Поланьи и Хайек

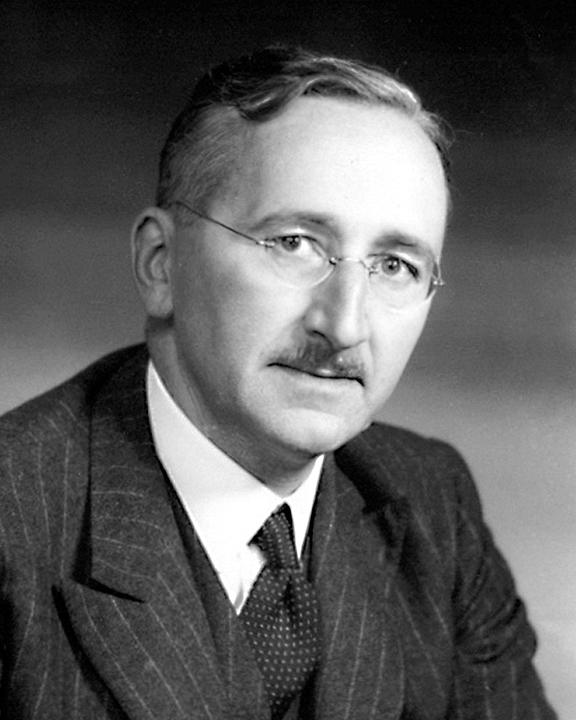
Фридрих Хайек

«Великая трансформация» часто сравнивается с работой Хайека «Дорога к рабству», опубликованной в том же году, хотя непосредственными оппонентами Поланьи были не неолибералы, а технократы-сторонники капитализма (Джеймс Бернхем и др.). Оба автора размышляли о катастрофах эпохи, находили причины экономической депрессии и диктаторских режимов 1930-х годов в неверных экономических идеях, использовали схожие модели капитализма и его институтов, обсуждали капитализм и принуждение, рынок и социальную стабильность, анализировали осуществимость социализма. Книга Хайека считается основополагающим текстом неолиберализма, работа Поланьи — одной из лучших критик «рыночного фундаментализма».
Авторы радикально расходились по политическим и этическим вопросам — для Хайека «социализм» приравнивался к фашизму и нацизму, рабству и тоталитаризму; для Поланьи социализм являлся этическим продолжением христианства и вёл к свободе. Главный тезис Хайека — «коллективизм» — центральное экономическое планирование и подрыв рыночного ценообразования — неизбежно приводит к тоталитаризму. Если Поланьи пытался доказать, что люди не являются эгоистичными от природы (либеральная идея в основе капитализма), то Хайек полагал, что альтруизм и солидарность применимы к небольшим группам, но не к массовому обществу модерна со сложным разделением труда, где необходимы конкуренция, эгоизм и доверие к рыночному механизму. Призыв Хайека примиряться с невзгодами и лишениями во имя рынка и принимать радикальную неопределённость с точки зрения Поланьи выглядел абсурдным: случайность возможна на уровне индивида, но не работает на макроуровне — общество реагирует на социальные бедствия.
Несмотря на политические разногласия и противоположные выводы, Хайек и Поланьи находились в одной системе координат и использовали схожие аргументы. Хайек отстаивал рыночный механизм, но в конечном счёте разделял взгляд Поланьи, что рынки зависят от государства. Оба считали конец XIX века началом заката либерализма и рассматривали экономическую политику межвоенного периода как доказательство перехода к социализму; связывали индивида с институциональной структурой без детерминизма. Хайековская модель спонтанного и сконструированного порядков зеркально отражала искусственную рыночную машину и стихийное контрдвижение Поланьи. Мировски резюмирует противоречивость установок, общих для двух авторов и несовместимых между собой: натурализм (отсылка к природным основаниям), конструктивизм (рынок возник исторически) и онтология рынка как однородной и целостной сущности, которая сохраняет свои отличительные черты при изменениях.

## Восприятие

### Ранняя рецепция
Работа не получила большой известности сразу после публикации, что обычно объясняется междисциплинарностью — для историков книга выглядела слишком социологической, для экономистов — исторической и т. д. Обсуждение было кратким и завершилось к концу 1940-х годов, Эдуард Хейман (1947) c сожалением писал, что работа была проигнорирована. Современники сочли, что книга была написана в поддержку Нового курса. Положительно отозвался о книге Джон Дьюи, который расценил «Великую трансформацию» как значительный вклад в дебаты о роли демократии в послевоенном мире и «лучшую к настоящему моменту интерпретацию общих тенденций в истории XIX и XX веков».
Экономисты быстро забраковали скепсис автора по отношению к свободному рынку. Джордж Хильдебранд-мл (The American Economic Review) негативно оценил книгу как попросту «социологическую» и «полную туманных обобщений». Уитт Боуден (Journal of Political Economy) указывал на «произвольное использование терминов и преувеличенные интерпретации событий». Историки выявили «довольно длинный и детальный перечень искажений фактов» (по выражению Джека Х. Хекстера из The American Historical Review) и открыто проигнорировали концептуальные исторические построения автора. Модель Поланьи произвела такое негативное впечатление на Шепарда Клафа (The Journal of Modern History), что историк заметил: «хотя [Поланьи] свободно опирается на „историю“, чтобы объяснить истоки и показать последствия,... используемый [им] в развитии своего тезиса метод — это скорее метод академического социолога, а не историка». Хекстер заключал, что книга

до неузнаваемости искажает историю XVIII века, доказывая, что это был период «вмешательства» и ... утверждает, что архаичные пережитки социального законодательства Тюдоров не были лишь маловажными деталями, а якобы реально затрудняли функционирование свободных рынков.
Как отмечает Грезер, ранняя критика историков следовала позитивистской идеологии. К началу 1940-х годов историки отказались от простого собирания «фактов» в пользу более цельных нарративов, но сохранили приверженность к эмпирическим доказательствам: британский историк Артур Редфорд спросил у Майкла Полани «У твоего брата есть доказательства, что люди [XIX века] имели в виду эти соображения?» Историк Айра Каценельсон, сравнивая академическую рецепцию «Великой трансформации» с «Истоками тоталитаризма», пишет, что эти работы крайне прохладно восприняли «внутри мейнстримовых дисциплин и на протяжении многих лет часто отвергали как не систематические, противоречивые и эмпирически несостоятельные».
После неудачной публикации Поланьи сосредоточился на историко-антропологических исследованиях.

### Дальнейшая рецепция и влияние
Отношение послевоенных социальных теоретиков к книге всегда было неоднозначным, идеи Поланьи не получили популярность, сопоставимую с рецепцией взглядов Кейнса, Фридмана и Хайека. Взгляды Поланьи не вписывались в контекст 1950-х и 1960-х годов (Холодная война) и до конца 1970-х годов не имели большого влияния на мейнстрим социальных наук. Более устойчивый и широкий интерес со стороны социологов и социальных учёных начинается с конца 1970-х — начала 1980-х годов и совпадает с неолиберальным поворотом в США и Великобритании. На рубеже XX—XXI веков работа получила статус классической в социологии, антропологии, географии, международной политической экономии, вызвала интерес у политологов и экономистов; в меньшей степени — у историков. В 1982 году американский политолог Джон Раджи ввёл понятие «укоренённый либерализм» для обозначения послевоенной Бреттон-Вудской системы, международного экономического устройства, в котором кейнсианское или социал-демократическое государство всеобщего благосостояния ограничивало краткосрочные потоки капитала и принимало социальные меры в области доходов и трансфертов. Экономические и политические процессы после краха в 1970-е годы этой модели, прежде всего глобализация, часто рассматривались как возрождение описанного Поланьи саморегулирующегося рынка XIX века. Экономист Брэдфорд Делонг отмечает: «„Великая трансформация“, несомненно, является отправной точкой, с которой следует начинать размышления о „неолиберализме“ и его глобальном распространении».
C 1980-х годов «Великая трансформация» стала, по выражению Дейла, «Библией левой критики», к Поланьи обращались альтерглобалисты и социалисты, критики современной экономической политики Джозеф Стиглиц, Джордж Сорос, Джон Грей, Марк Блайт и др. Как писал Стиглиц, при чтении «Великой трансформации» «часто создаётся впечатление, что Поланьи прямо говорит о современных для нас вопросах» — трансформациях, которые переживают развивающиеся страны. C этой точки зрения, концепция Поланьи позволяет объяснить бедственное положение народов Третьего мира: экономическое развитие по западному образцу «разукореняет» хозяйственную деятельность, отрывает её от социальной матрицы и культурной идентичности и постепенно подрывает самоуважение. Стиглиц отмечал актуальность идеи Поланьи о пагубном влиянии саморегулирующегося рынка на социальные связи, приводя примеры стран Латинской Америки, Индонезии и особенно постсоветской России, в которой стремительные реформы, высвобождение рыночных сил, привели к разрушительным экономическим и социальным последствиям, колоссальному социальному разрыву, уничтожению социального капитала и общей криминализации.
Концепт укоренённости стал основой для критики социальными учёными неоклассической модели гомо экономикус. Усилиями Марка Грановеттера понятие стало центральным в новой экономической социологии, возникшей в 1980-е годы как ответ на экономический империализм неоклассической теории. Содержание концепта изменилось: в отличие от институционального подхода Поланьи, в структурной социологии Грановеттера экономическое действие укоренено в конкретных системах социальных отношений, в социальных сетях акторов. Новая экономическая социология деконструировала миф об экономической рациональности и устранила различие между традиционными обществами и капитализмом — все экономики оказались укоренёнными. Интерес к Поланьи новых экономических социологов Йенс Бекерт объясняет более цикличной, чем у Маркса, Вебера, Дюркгейма и Парсонса, концепцией социальных изменений, которые разворачиваются через маятник укоренения, разукоренения и повторного укоренения. Нарратив Поланьи об укоренённом обществе рынка продолжает в своих работах экономист Янис Варуфакис .

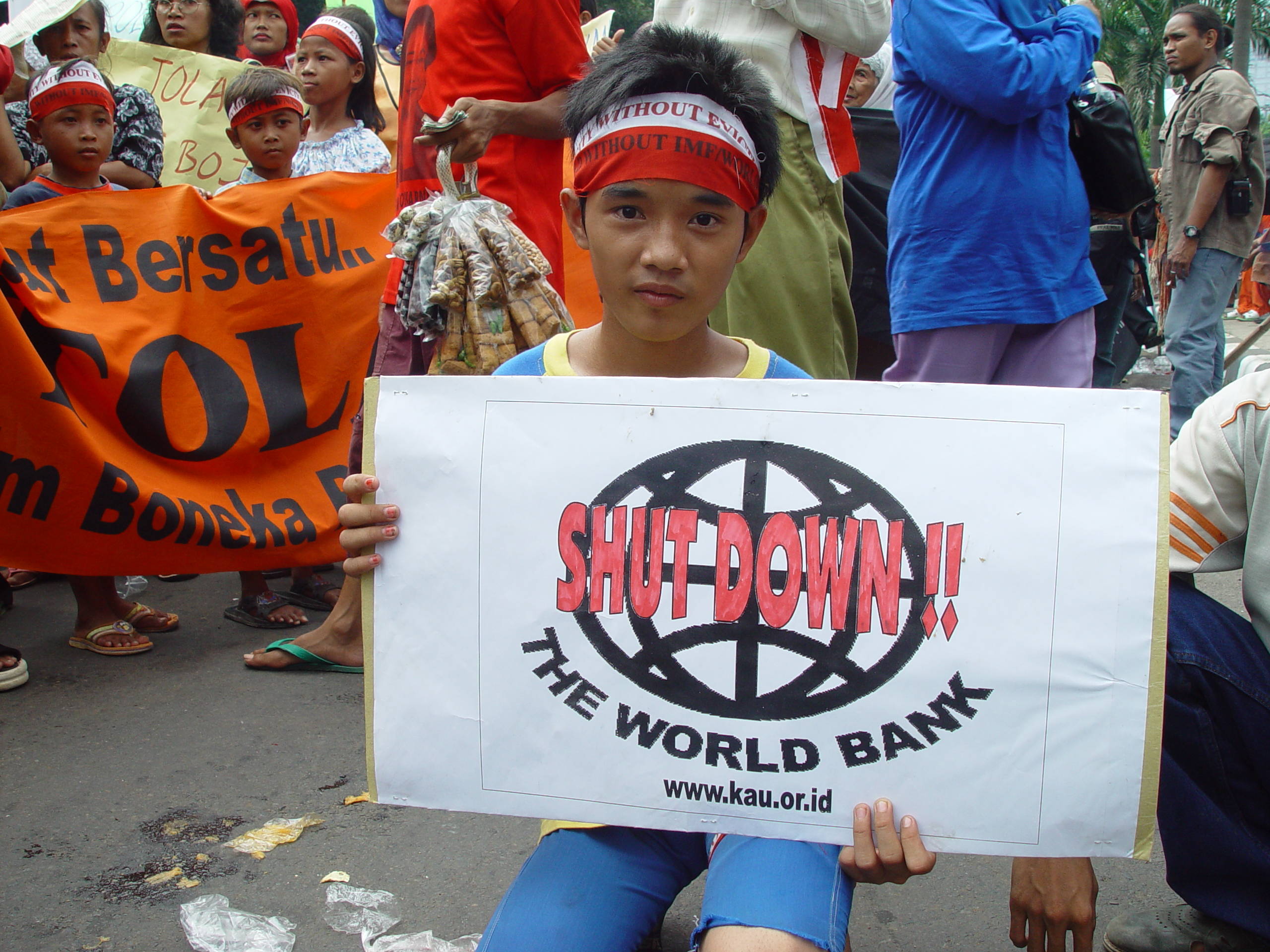
Протест против Всемирного банка (Джакарта, Индонезия, 2004)

Идея двойного движения в период после Второй мировой войны осталась незамеченной, в конце XX — начале XXI века она привлекла широкое внимание социологов и политологов, особенно после заката марксизма; использовалась, в частности, как концептуальная рамка для анализа институциональных изменений. Наиболее систематически двойные движения XX века проанализировал Марк Блайт в исследовании подъема и упадка Welfare state в Швеции и США; Блайт дополнил нечеткую поланьевскую рамку уровнем понятий, рассмотрев конструирование экономических идей в периоды кризисов. Многие учёные, отказавшись от органицизма и функционализма Поланьи, применяли концепции коммодификации и двойного движения для анализа широкого спектра социальных движений в современном капитализме, особенно на глобальном Юге. Дэвид Харви развивал идею непрерывной коммодификации земли в концепции присвоения и накопления через лишение права собственности («захваты земли» в Африке, Латинской Америке и Азии, порождающие социальные катаклизмы и политическое сопротивление). Понятие контрдвижения применялось к таким феноменам, как традиционный экономический протекционизм и меркантилизм, разновидности капитализма, мафия, иммиграционный контроль по расовым мотивам, империализм и корпоративизм; к массовым движениям различного толка — Indignados, Occupy, Арабская весна, выступления в поддержку брекзита и трампизма, движение пяти звёзд, жёлтые жилеты, — а также нелиберальным или квази-диктаторским тенденциям в Турции, Польше, Венгрии, Италии, на Филиппинах, в Бразилии, Египте и Израиле. Вариации идеи двойного движения встречаются в общественном мнении («колебания маятника», «коррекции», «циклы»).

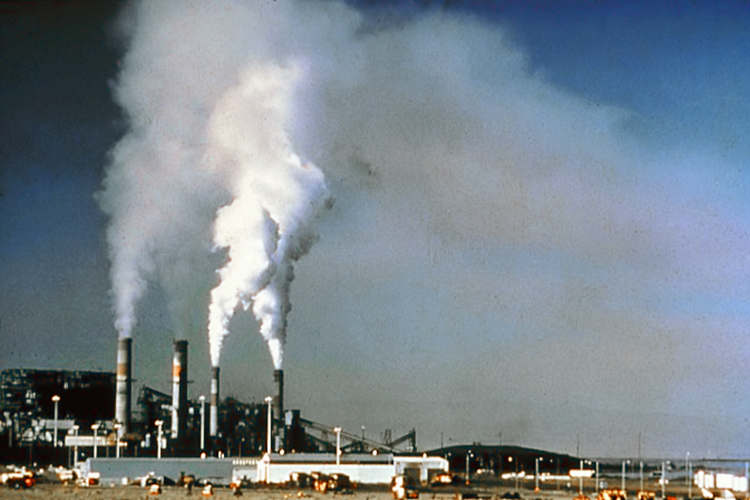
Промышленное загрязнение

Поланьи предсказал негативные последствия коммодификации природного мира (земли) — загрязнение окружающей среды, эрозию, истощение ресурсов — и предвосхитил экологические идеи, что способствовало его популярности в конце XX века. Его идеи активно развивались в политической экологии (работы Германа Дейли и др.) и экосоциологии. «Великую трансформацию» можно рассматривать как предтечу современной глобальной истории ; как отмечает Грезер, книга содержит если не модель глобальной истории, то объяснение экономической истории с учётом глобальных факторов. В качестве теоретика первой глобализации (в современных терминах) Поланьи обратил внимание на ключевую роль международных институтов в развитии национальных государств. Многие ценили «Великую трансформацию» за гениальность интерпретации: Поланьи сумел связать в единое целое «случайный век». В то же время книга сохраняет европоцентризм и напоминает типичный метанарратив, что объясняет слабый интерес современных историков к Поланьи.
«Великая трансформация» вошла в список «Сто самых влиятельных книг послевоенного периода», составленный в 1995 году группой известных европейских интеллектуалов.

### Полемика
Концептуальные построения Поланьи породили ряд вопросов. Разукоренена ли экономика и возможно ли это? Рынки «всегда укоренены» в политике и социальной жизни или двойное движение определяется волнообразным процессом разукоренения? Разграничиваются ли концепции укоренённости и коммодификации, поскольку при социальной демократии земля, труд и деньги остаются товаром? Почему указанные Поланьи товары фиктивные и единственные ли они в своём роде? Воплощает ли капитализм с государственным вмешательством повторное укоренение или он является остановкой на пути к декоммодификации? Можно ли считать разделение между рынком и обществом примитивной попыткой провести линию между существующими товарами и вещами, которые пока товарами не являются, но скоро ими станут? Каковы каркас и основа «общества»? Повторил ли Поланьи старую тённисовскую дихотомию и прозрения немецкой исторической школы и ранних американских институционалистов? Неясность и противоречивость «Великой трансформации» привели учёных к множеству разнообразных интерпретаций, интеллектуальных и политических проектов. Ещё в 1949 году Алан Сиверс суммировал теоретические и методологические недостатки книги и проблемы в описании экономической истории Англии: хронологические ошибки, склонность к имплицитному анализу, выводы на основе разрозненных свидетельств, отказ от систематического метода в пользу эссе. В защиту Поланьи утверждалось, что его работа хотя и содержала органические метафоры и системные категории, и так была слишком детальной и амбициозной для социальной истории; автор рационально объяснял изменения, а не документировал их. Предсказания Поланьи не сбылись: золотой стандарт возродился в виде долларового стандарта, рынок широко распространился, а либеральное государство победило. В то же время они не выделялись на фоне общего пессимизма 1940-х годов. Критики считали, что двойного движения после 1945 года не было, поскольку начавшийся в 1870-х годах период государственного вмешательства никогда не прекращался; с другой точки зрения, двойное движение несомненно присутствует в современном мире.

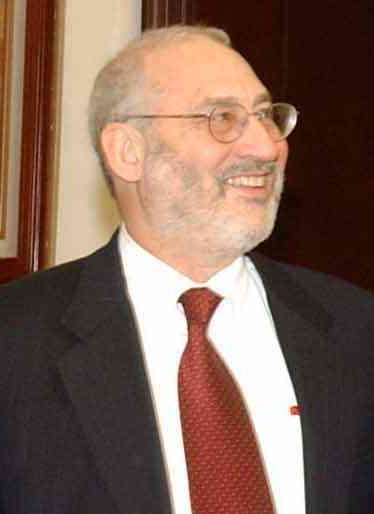
Джозеф Стиглиц

Современные исследователи обычно следуют «мягкой» или «жёсткой» интерпретации: книгу рассматривали, по обобщению Дейла, как либеральный трактат или коммунистический манифест; критику laissez-faire с позиций социал-демократии или критику капитализма. Первая версия, принятая Стиглицом, Соросом, Арриги и др., более распространена в начале XXI века, хотя, возможно, имеет меньшие подтверждения в книге. К «мягкой» версии относится интерпретация Блока и Сомерс о «всегда укоренённой» экономике, их трактовку разделяют большинство современных комментаторов. В книге признавались как рынки и связанный с ним принцип обмена, так и их полезность для предоставления товаров и услуг. Согласно «мягкой» версии, действие разрушительных сил laissez-faire постепенно смягчались (начиная с 1870-х годов — систематически), а после 1945 года завершилось созданием Welfare state; экономика встала на службу обществу. Сторонники «мягкой» версии считают, что Поланьи показал возможность и необходимость регулируемого капитализма. Стиглиц полагает, что «Великая трансформация» доказывает необходимость государственного вмешательства для более эффективного распределения ресурсов и показывает эмпирическую несостоятельность концепции «просачивания благ сверху вниз». Некоторые авторы сближают Поланьи с мейнстримовой экономикой (несовершенные рынки ввиду неполноты информации); тезис, что нельзя «допускать функционирование рыночных законов, пока не доказано существование саморегулирующегося рынка» связывается с теоремой Коуза. По мнению Дейла, эти упрощённые трактовки лишают концепты «Великой трансформации» исторического содержания. В «жёсткой» версии Поланьи — не кейнсианец, а «открытый антирыночник»; протекционистские меры не могут преодолеть или скорректировать рыночную утопию, а напротив, дестабилизируют капитализм, неизбежно порождая конфликты между рыночными и не рыночными механизмами. По оценке Лахера, большинство ранних комментаторов не ставили под сомнение «жёсткость» позиции Поланьи.
С одной стороны, отмечается, что учёный, настаивая на историческом подходе, смог опровергнуть бессодержательный тезис о естественном возникновении капитализма — роль государства была позднее показана в других работах. Анализ Поланьи новаторски описывал изменение государственных возможностей и стратегий при переходе к рыночному капитализму: становление мощного и централизованного государства, нацеленного на социальную инженерию для нужд капитала. Место запретительных функций занимает формирование норм и способов поведения для рабочей силы и бедняков. Поланьи показал взаимосвязь между идеологией свободного рынка и интересами новой промышленности, которая выборочно использовала идеологию для своих целей, при необходимости прибегая к государственному вмешательству. С другой стороны, Поланьи, предложив оригинальное объяснение институциональных изменений, не основывался на собственных теоретических предпосылках, а применил объяснение ad hoc. В качестве аргумента против эволюционных концепций Поланьи использовал классовую борьбу, возникновение саморегулирующегося рынка определялось соперничеством между организованными группами, одна из которых победила и инициировала процесс трансформации — эта логика не противоречила логике утилитаристов и даже не слишком от неё отличалась. Неясно, почему одна группа стала настолько влиятельной, чтобы изменить общество. Как указывают критики, Поланьи не проясняет детально причины великой трансформации, не выделяет решающие факторы промышленной революции; его концепция не объясняет изобретение сложных промышленных технологий (Тоуни в ранней критике отмечал технологический детерминизм Поланьи), как и то, зачем вообще потребовался переход к рыночной экономике, если взаимность и перераспределение обеспечивали социальную солидарность. По мнению Хечтера, трудно избежать вывода, что переход к саморегулирующемуся рынку произошёл вследствие недостатков или противоречий дорыночных обществ.
Атака Поланьи на теорию невидимой руки социального порядка, отстаиваемую сторонниками laissez-faire, вытекала из социологии XIX века и не была полностью оригинальной; в отличие от родоначальников социологии, его эмпирическая критика основывалась на конкретной исторической динамике. Поланьи обнаружил ахиллесову пяту в теории невидимой руки экономического либерализма: сторонники laissez-faire не могли объяснить сравнительно позднее развитие рыночных институтов, краткость периода саморегулирующегося рынка и отказ от него в XX веке с увеличением роли государства. Как отмечал Норт, для Поланьи и неоклассическая теория, и марксизм были порождением промышленной революции; он сумел не только обосновать, что XIX век был уникальным периодом расцвета рынка, но и показал уменьшение роли рынка в XX веке. Однако, как отмечают комментаторы, учёный не смог подорвать утилитаризм и laissez-faire, поскольку исходил из неверной посылки, что второе следует из первого. Поланьи, рассуждая как Дюркгейм и Парсонс, заключал, что, если основанная на биологизме теория невидимой руки неверна, то и утилитаризм нужно отбросить. На самом деле теория невидимой руки, особенно в современных версиях (Мизес, Фридман, Хайек, Нозик), построена на иных (социологических) основаниях и несовместима с утилитаризмом.

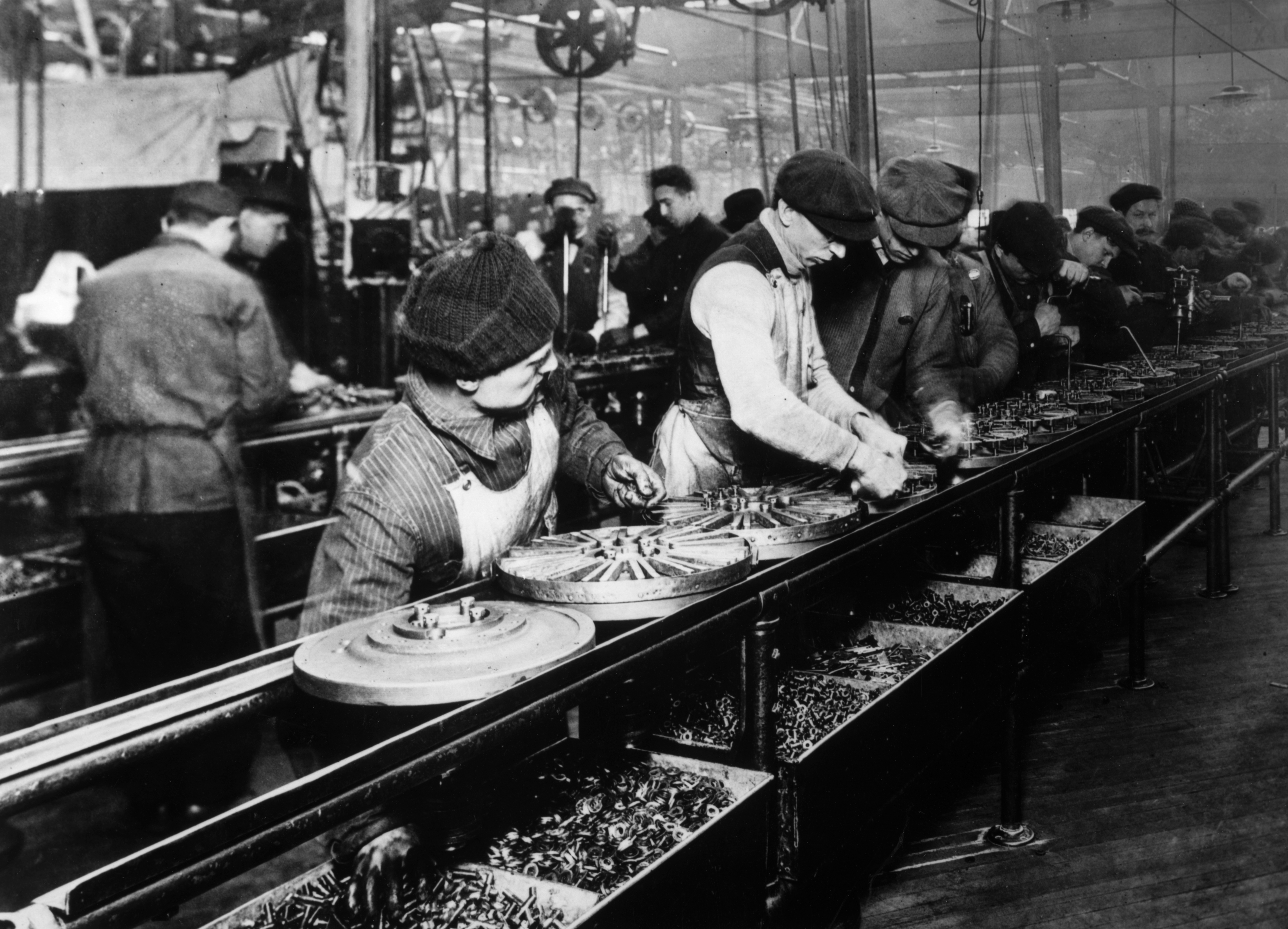
Конвейерная линия Форда (1913)

Многие критики считали, что Поланьи в конечном счёте не смог выстроить концепцию укоренённой экономики, поскольку его видение разукоренённого рынка зависело от неоклассической теории. Разоблачая в «Великой трансформации» утопию саморегулирующегося рынка, Поланьи противопоставлял рынок политике; он разделял с неоклассиками и с такими авторами, как фон Мизес, представление, что протекционизм подрывает функционирование рынка. Поскольку рынок рассматривался как экономическая категория, а государство — как социальная организация, Поланьи преувеличил автономную роль государства в возвышении рыночного общества и, по мнению Дейла, не смог выстроить целостную теорию (капиталистического) государства. Хотя его эпистемология сближалась с реализмом и была нацелена против позитивизма (принципы классической механики) неоклассиков, Поланьи видел в рынке отдельную сущность, асоциальную машину для распределения товаров и услуг, в которой место институтов и акторов занимают денежные отношения и инструментальная рациональность. Понимание рыночной экономики как особой «физической» области социальной жизни, лишённой социального содержания, некорректно постулировало чёткие границы между экономической и социальной сферами и расходилось с принципом укоренённости. Понятие саморегулирующегося рынка, управляемого собственными законами (позднее опровергнутое рядом исследований), не противоречило мейнстримовой неоклассической теории. Поланьи следовал маржиналистской теории стоимости и равновесию спроса и предложения неоклассиков. С этой точки зрения, «экономоцентризм» учёного не позволил выявить социальную природу рынка. Как писал социолог Джон Лай, приравняв рынок к коммодификации, Поланьи ограничился моральной критикой в духе кантовской этики целей и поэтому не смог осуществить институциональный анализ социальных практик в основе рыночного товарообмена, рассмотреть сети индивидов, институты, технологии и т. д.
С другой точки зрения, Поланьи сохранил элементы классической политической экономии и неоклассической концепции, однако сумел разработать социологическое основание для рыночных процессов и выдвинуть оригинальную историческую гипотезу о природе движущей силы и противоречий капитализма. Как писал Лахер, проблематика книги затрагивала не экономическое (Маркс или Кейнс), а социальное и культурное противоречие между разукоренённым рынком и условиями возможности общества и социальных отношений между людьми. Полемизируя с социологической трактовкой разукоренённого рынка, Дейл отмечает, что Поланьи описывал не разделение внутри социальной жизни, а институциональное обособление политической и экономической деятельности; укоренённость относится к месту экономики в социальных системах. Как обобщает Бекерт, хотя важность понятия укоренённости скорее являлась результатом рецепции «Великой трансформации» (в книге редко использовался термин), оно аналитически обозначало институциональную связь экономики с моральной структурой общества и отсылало к политической и социальной задаче институционального регулирования рынков. В обоих случаях подход соответствовал классической социальной теории.
По обобщению Дейла, понятие саморегулирующегося рынка у Поланьи в разных ситуациях обозначает либо идеальный тип или модель системы, которая управляется собственными законами, либо утопический и невыполнимый эксперимент экономических либералов (идеология), либо эмпирически существующую систему. Автор осознавал эти различия, но чаще всего не уточнял их; противоречия устраняются, если рассматривать схему исторически. Как полагает Уотсон, атака Поланьи на экономику более убедительна с антропологической перспективы, чем с исторической, поскольку выявляет изъяны попытки её разукоренить; здесь рынок остаётся практической невозможностью. Однако в книге автор стремится показать роль экономической мысли в воплощении мечты об управляемой лишь рынками форме человеческого существования. Как следствие, он редуцирует экономическую теорию к рикардианским темам, что объясняется влиянием марксовой истории идей. Как полагает экономист Жан-Мишель Серве, Поланьи стремился деконструировать идеальное понятие рынка, тотализирующую абстрактную категорию, а не описать или критиковать реальные последствия рыночной системы. Отвергнув трудовую теории стоимости, он отказался от выработки альтернативы — признание особой стоимости товаров противоречило бы идее фиктивности и игнорировало бы внеэкономические аспекты.

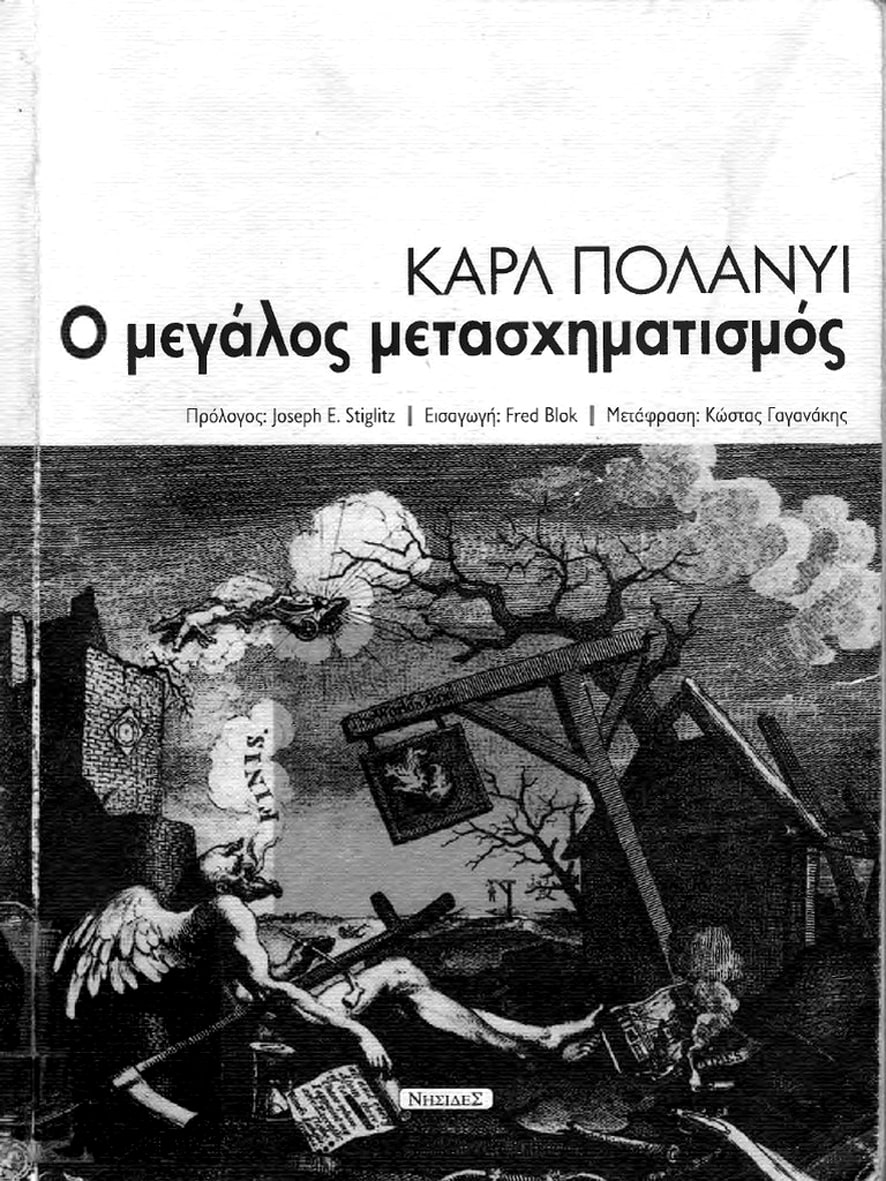
Греческое издание (2007)

Критики отмечали слабые и противоречивые концептуацизации фиктивных товаров; денег и золотого стандарта; государства; фашизма и демократии; социальных изменений. Туманное «общество» Поланьи напоминало худшие определения Чарлза Кули и его последователей. По мнению Ходжсона, определения фиктивных товаров дескриптивны, а не нормативны, однако остаются неясными и расплывчатыми: непонятна «произведённость» товаров. Если объекты рассматривают как произведённые для продажи, то они соответствуют эмпирическому определению товара. Возможное объяснение — фиктивные товары, в отличие от «подлинных», не созданы целенаправленно для обмена по договору, поэтому труд и земля первоначально автономны от рыночных сил спроса и предложения (в современных терминах — отсутствующие рынки). Однако в рыночной экономике они в любой момент времени зависят от рыночных сигналов. Поланьи, признавая, что труд стал товаром, что он продается и покупается, противоречит идее фиктивности. По выводу Ходжсона, понятие фиктивных товаров (особенно денег) нигде содержательно не эксплицируется, расходится с другими тезисами и в конечном счёте не имеет смысла. Как отмечает Мировски, разоблачив натурализм экономистов, Поланьи воспроизвёл его: если фиктивные товары смешиваются с моральными представлениями об объектах, которые нельзя коммодифицировать («общество» или «сообщество»), то «подлинные» товары отсылают к «Природе», которая, очевидно, находится за рамками человеческих намерений и действий (в духе Руссо или Генри Джорджа). Определение товара контрастирует с акцентированием закона и обычая, оказывается слишком абстрактным, оторванным от установленной практики. Харви, напротив, высоко оценивает прозрение Поланьи об особой природе капитала, земли и труда, хотя они и принимают товарную форму.  Как полагают Макклоски и Хиджибу, гнев Поланьи, как и гнев Маркса, был направлен на отчуждение, с их точки зрения присущее рынку труда. Согласно Дейлу, Поланьи провёл моральную критику классического либерализма, в котором идея труда как товара занимала важное место (Рикардо), и перевёл концепт фиктивных товаров из моральной области в историческую.
С точки зрения критиков, анализ Поланьи применим только для выявления недостатков рыночного общества, для ограничения попыток их универсализации, распространения модели гомо экономикус — материальной выгоды, расчёта, атомизации или эгоизма. Поланьевская редукция «экономических» мотивов к материальной выгоде, а «экономики» — к материальному производству, сужает понятие экономического, что отвергается многими экономистами. По утверждению историка экономики Грегори Кларка, «популярность Поланьи отражает триумф тоски и романтизма над наукой в таких дисциплинах, как социология. „Великая трансформация“... больше говорит о профессуре, чем об изучаемых обществах». Политический философ Уильям Бут указывал на нерелевантность романтизма моральной экономики, сетующей об «утраченном мире» — в реальности домодерные общества и экономики основывались на иерархии и статусе, а подлинная великая трансформация привела к возникновению общества с некоторым равенством и автономией. С этой точки зрения, схема Поланьи исказила нормативный и институциональный характер модерна и модерной экономики, а его нормативные предписания постулировали априорное понятие блага и были антидемократическими, аристотелевскими и аристократическими. Сторонники Поланьи, напротив, утверждали, что он не идеализировал традиционное общество, а пытался выработать концепцию социального устройства для примирения технического развития и человеческих нужд, свободы и социальной справедливости, рынка и демократии; указывали на демократический и эгалитарный посыл «Великой трансформации». Ходжсон, связывая интерес к Поланьи его настойчивой попыткой объединить экономическое и социальное, критикует идею Блока и Сомерс о «всегда укоренённой» экономике. Тезис о смешанных мотивах агентов — сочетание утилитаризма и альтруизма — не так интересен, поскольку уже есть у Смита и известен современным экономистам. Тем не менее, позиции Поланьи можно трактовать как отказ от редукции человеческих мотивов к максимизации полезности. Другой вариант — отказаться от чистого и саморегулирующегося рынка и, как следствие, от критики рынка в целом, рассматривая различные контексты укоренённости (виды рыночной экономики, степень рыночного господства, способы контроля за рынками и ответы на порождаемые ими проблемы). Эта версия ближе к позднему Поланьи, чем к «Великой трансформации».

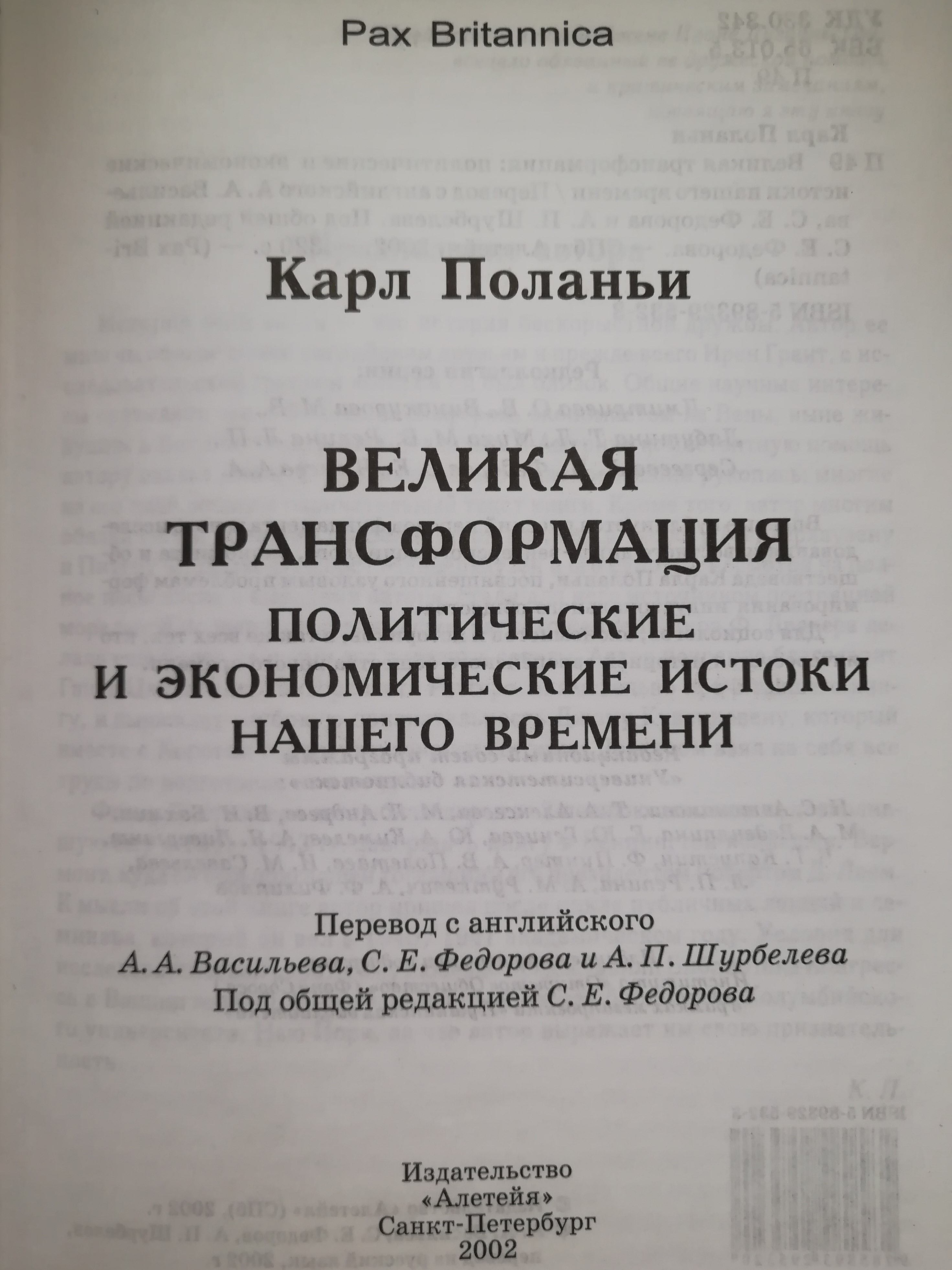
Титульный лист русского издания

По оценке Бруно Латура, «Великая трансформация» остается актуальной: Поланьи одним из немногих сумел антропологизировать рынок, показать, что «научная» экономика не описывает его, а производит и навязывает. Демократический посыл автора скорректировал сциентизм Маркса, представления как левой, так и либеральной мысли об экономическом «базисе» общества. Главное достижение Поланьи, по мнению Хечтера, состояло в том, что он применил социологический подход к капиталистическим обществам и попытался показать, что их неустойчивость заложена в институциональном устройстве. Хотя похожий анализ был у Маркса и Шумпетера, основания Поланьи были иными, его анализ был более социологическим, чем у Шумпетера с его акцентом на индивиде и, в отличие от марксового, в большей степени относился к процессам обмена, а не к производству. Поланьи убедительно продемонстрировал расхождение и противоречие между социальными и экономическими подходами и задачами. Будучи «великим антиэкономистом», он указал на одну из главных слабостей современной экономики, хотя был чрезмерно суров по отношению к рынку, к технологическим новациям. Как резюмирует Ходжсон, чтобы опровергнуть Поланьи, недостаточно показать, что рыночная экономика намного старше, чем он думал. Человеческая история включала несколько великих трансформаций структур, институтов и культурных норм, одна из которых привела к капитализму. Эта часть его тезиса остаётся крайне актуальной, хотя в главном моменте — рассмотрении уникальности современной экономической системы — Поланьи не был первопроходцем, как не является оригинальным и важный тезис об изменении человеческих мотивов и устремлений под влиянием растущих рынков. Аналогично рассмотрение эпохи Pax Britannica, завершившейся Великой депрессией, не было его оригинальным нарративом; Поланьи выделил социальные и культурные последствия уже известных трансформаций, чтобы создать общую теорию места и роли рыночных отношений в социальных и культурных системах и человеческой истории. Как отмечает антрополог Дон Роботэм, несмотря на современную деконструкцию мифа о буржуазной рациональности, на отказ от противопоставления экономики взаимности экономике обмена, на взаимосвязь доверия и рынка, общая историческая теория Поланьи сохраняет актуальность. По выводу Бекерта,

В «Великой трансформации» Поланьи не намеревался осмыслить механизм рыночного обмена, чтобы объяснить социальные предпосылки рыночной эффективности; его интересовало то, что происходит с социальным порядком и политической свободой, когда экономический обмен организован главным образом через саморегулирующийся рынок.

## Издания
После первых публикаций (1944 и 1945) в 1957 году книга получила мягкую обложку (Beacon Press). Американское издание 2001 года включало предисловия Джозефа Стиглица и Фреда Блока. Книга переведена на ряд языков: испанский (1947), итальянский (1974), японский (1975), немецкий (1977), португальский (1980), французский (1983), турецкий (1986), китайский, шведский (1989), корейский (1991), венгерский (1997), русский (2002), индонезийский, сербский (2003), чешский (2006), греческий (2007), словенский (2008), арабский, финский (2009), польский (2010).
- Polanyi, Karl. The great transformation / Foreword by Robert M. MacIver. — New York: Farrar & Rinehart, 1944. — 305 p.
- Polanyi, Karl. The great transformation / 1st Beacon paperback ed. Foreword by Robert M. MacIver. — Boston: Beacon Press, 1957. — 315 p. — ISBN 9780807056790.
- Polanyi, Karl. The great transformation: the political and economic origins of our time / 2nd ed. Foreword by Joseph E. Stiglitz; with a new introd. by Fred Block. — Boston: Beacon Press, 2001. — 360 p. — ISBN 9780807056431.
- Поланьи, Карл. Великая трансформация: Политические и экономические истоки нашего времени / Пер. с англ. А. Васильева и А. Шурбелева, под общ. ред. С. Е. Фёдорова. — СПб.: Алетейя, 2002. — ISBN 5-89329-532-3.